# 阿尔及利亚战争
阿爾及利亞戰爭（法語：Guerre d'Algérie），亦稱阿爾及利亞革命或阿爾及利亞獨立戰爭，是1954年至1962年法属阿尔及利亚發生的大規模衝突，交戰雙方分別是法國政府和阿爾及利亞民族解放陣線主導的獨立勢力。這場戰爭被視為是最重要的去殖民化戰爭之一，雙方在作戰期間均實施大量非常規戰術與战争罪，最終法國總統夏爾·戴高樂因國際壓力與不得民心決定停戰，導致阿尔及利亚脫離法國殖民統治。
戰爭源自阿爾及利亞民族解放陣線於1954年在法属阿尔及利亚各處發動的恐怖袭击，導致法國政府與阿爾及利亞民族自治人士的矛盾激化，而法軍殘酷的平叛作戰與獨立份子殘暴的恐怖襲擊，進而將戰爭擴大，導致法軍於1958年時已有40萬兵力用於綏靖。儘管法兰西第四共和国清剿阿爾及爾的叛軍，並多次在「莫里斯防線」重創民族解放陣線，但最終仍於1958年因政治危機垮台，被夏爾·戴高樂領導的第五共和國取代。
戴高樂上台後，莫里斯·沙勒將軍執行的「沙勒計劃」成功地重創各地的民族解放陣線部隊，結束大型軍事衝突。然而法軍雖在軍事上取得優勢，但其殘酷鎮壓手段未能在阿爾及利亞贏得人心，疏遠了法國本土的支持，並損害了法國在國外的聲望，包括美國在內的許多法國盟友在聯合國關於阿爾及利亞的辯論中從支持法國轉為棄權。戴高樂遂決定與民族解放陣線談判，導致部分法軍高級將領成立秘密军事组织，試圖發動軍事政變與暗杀戴高樂，以將法属阿尔及利亚留在法國。然而雙方仍於1962年3月簽署埃維昂協議，正式停戰。法國就協議在1962年4月8日進行公投，91%法國選民贊成批准埃維昂協議。7月1日，該協議在阿爾及利亞進行了第二次公投，其中99.72%選民投票支持獨立，只有0.28%反對。
1962年阿爾及利亞獨立後，由於擔心民族解放陣線的報復，90萬歐裔阿爾及利亞人 (黑腳) 逃往法國，約9萬曾為法國軍隊提供協助的阿爾及利亞穆斯林亦在法國軍官的協助下逃到法國本土。法國政府對接收如此龐大的難民毫無準備，這在法國引起了社會動盪。

## 戰爭歷程

### 第四共和国的处理（1954-1958年）
1954年7月25日，在阿尔及尔穆斯林区Clos Salambier（马达尼亚）的一座简陋别墅里，22名阿尔及利亚人（最初的“五人”，穆斯塔法·本布莱德、穆罕默德·布迪亚夫、拉尔比·本姆希迪、穆拉德·迪杜什和拉巴赫·比塔特招募了许多人）宣布“支持无限革命，直到完全独立”。正是在这一天，阿尔及利亚战争才真正开始。地区领导人被任命为：奥雷斯-内门沙：本布莱德，北君士坦丁省：拉巴赫·比塔特，卡比利亚：克里姆·贝尔卡塞姆，阿尔及尔-奥尔良维尔：穆拉德·迪杜什，奥兰：拉尔比·本姆希迪。10月底，这五位领导人决定成立“民族解放军”（ALN）。
1954年10月15日，C.R.U.A.（团结和行动革命委员会）转变为F.L.N（民族解放阵线）。该组织的要求包括：承认阿尔及利亚国籍、开始谈判、释放政治犯。居住在阿尔及利亚的法国人可以选择自己的国籍，法国人和阿尔及利亚人享有平等权利。确定了10月31日至11月1日夜间攻击的目标。经外部代表团同意，他们计划在革命爆发当天在开罗电台宣布这一消息。
1954年10月31日至11月1日夜间，阿尔及利亚境内不同地点发生了30多起袭击。死亡人数：8人死亡，其中一半是平民，还造成了财产损失。公众舆论尤其对起事的主要焦点奥雷斯山脉的比斯克拉-阿里斯汽车袭击感到愤怒：两名乘客，前法国陆军中尉指挥官哈吉·萨多克和教师居伊·蒙内罗被枪杀。媒体发布的一份公告以一个神秘组织的名义声称这些行动——民族解放阵线。其目标是“在伊斯兰原则框架内建立一个主权、民主和社会的阿尔及利亚国家”，并是“以任何方式”。但在法国或阿尔及利亚，没有人认为战争刚刚开始。
自1954年6月18日起担任理事会主席的皮埃尔·孟戴斯-弗朗斯对阿尔及利亚的起义感到惊讶。他立即强调，“在捍卫国家内部和平、共和国统一和完整方面，我们不会妥协。”1954年11月12日，内政部长弗朗索瓦·密特朗（François Mitterrand）在访问阿尔及利亚时做出了残酷的反应：“阿尔及利亚是法国的！与叛军的谈判就是战争。”增援部队被派去，数千名民族主义者被捕。但其中99%与FLN无关。密特朗和几乎所有责任人一样，是错误的：他认为袭击与旧民族主义者梅萨利·哈吉的政党MTLD（争取民主自由胜利运动）有关，他们的思想领袖是身处开罗的本·贝拉。
皮埃尔·孟戴斯-弗朗斯还提出了一项有利于穆斯林的改革计划，导致他于1955年2月6日垮台。他的继任者是君士坦丁议会议员勒内·梅耶（RenéMayer），他是黑脚强硬派的代表：改革的干草，首先是镇压。当众议院投票反对时，被赶下台的孟戴斯-弗朗斯说：“在北非……要么有和解政策……要么是武力和镇压政策——以及所有可怕的后果。”
在早期，民族解放阵线的人主要针对与欧洲人关系密切的穆斯林。1954年11月至1955年4月，414起袭击造成104名穆斯林死亡，86人受伤。这些行动的目的是恐吓土著亲法人口，并将两个人口分开。欧洲人并非主要目标，而是作为殖民秩序的代表，如警察、民选官员和公务员。然而，平民也很快成为伏击的受害者。
几个月后，起义军陷入困境，被更多的警察部队包围。在北君士坦丁省城外，相对显得平静。

### 君士坦丁大屠杀（1955年8月）
1955年8月20日至26日，战争的面貌发生了巨大变化，北君士坦丁省发生了血腥事件，尤其是菲利普维尔（现在的斯基克达）市，那里发生了可怕的平民屠杀事件。
大屠杀是在北君士坦丁民族解放阵线领导人优素福·齐古德（Youcef Zighoud）的倡议下爆发的，目的是重振一场正在失去动力的运动，并通过不分青红皂白的屠杀在阿尔及利亚人和法国人之间挖一条不可逾越的血沟，挫败法国政府驻阿尔及利亚总代表雅克·苏斯戴尔（Jacques Soustelle）的进程。
在科洛-菲利普维尔-君士坦丁-盖勒马地区，不到300名解放军战斗人员袭击宪兵和警察局，但没有取得多少成功。他们监督数千名武装不良的农民，他们自愿或强行动员起来，袭击大约30个城镇和村庄，并用斧头和（土著或者欧式）镐杀人。117名欧洲人被杀，100名亲法穆斯林和47名警察被杀。媒体对哈利亚的暴行感到愤怒，其中39名欧洲人被割喉，其中包括10名儿童和3名两岁以下婴儿。
法国当局的反应不成比例，牵连到无辜人士。飞机轰炸了附近的乡镇，特别是贝尼·马利克的小村庄。武装平民在盲目的镇压中进行报复。受害者人数跃升至数千人：3500至7500人死亡。
对这些屠杀平民的愤怒引起了国际舆论对阿尔及利亚争取独立的斗争的关注，这场斗争实现了民族解放阵线追求的目标之一，民族解放阵线还想在敌人、定居者及其穆斯林协助者的队伍中散播恐惧，并使和平的任何希望破灭。
对许多历史学家来说，1955年8月的大屠杀，而不是塞蒂夫的大屠杀（1945年5月），标志着从起义到全面战争的真正转变，是让法国殖民当局倾听的唯一途径。

### 苏斯戴尔在阿尔及利亚（1955-1956年1月）
皮埃尔·孟戴斯-弗朗斯任命雅克·苏斯戴尔为阿尔及利亚总督。这位著名的左翼戴高乐主义者用“融合”一词定义了他的政策：穆斯林和欧洲人之间的平等权利。这种改革愿望并不妨碍军事活动的加剧。苏斯戴尔注意到政府的软弱和恶意，发明了由年轻军官领导的专门行政部门（SAS），旨在改善穆斯林的物质生活。这是社会政治参与的第一步。
他希望尽快实施改革，特别是使1947年的法规生效，该法规仍然是一纸空文。因此，它必须执行一项融合穆斯林人口的政策，穆斯林人口必须享有与阿尔及利亚或大都市欧洲人社区相同的权利。这项政策将引起许多黑脚人的反对，特别是因为苏斯戴尔提议重组阿尔及利亚政府，从而再次对他进行反击。新总督最终必须克服另一个障碍：他是由皮埃尔·孟戴斯-弗朗斯任命的，他在阿尔及利亚欧洲人社区中非常不受欢迎，他们怀疑他实施了抛弃阿尔及利亚的政策，正如他被指责对法属印度支那、突尼斯和摩洛哥所做的那样。然而，苏斯戴尔成功地获得了人气，1956年2月他离开时，一大群黑脚人陪伴他登上飞机，将他带回法国。

### 番茄之日（1956年2月）
1956年1月29日，立法选举后，国民议会任命居伊·摩勒政府，该政府于1956年2月1日就职。1956年1月30日，乔治·卡特鲁将军被任命为阿尔及利亚常驻部长，接替雅克·苏斯戴尔，后者的离开在阿尔及尔时引起了强烈的支持动员：人群跟随他来到机场，并超越了秩序服务；苏斯戴尔被迫借用一个飞行梯子登上一艘飞机，将他带回法国本土。在接下来的几天里，由让-巴蒂斯特·比亚吉（Jean-Baptiste Biaggi）领导的Ultras为即将到来的部长会议主席做准备。
1956年2月6日，居伊·摩勒前往阿尔及尔，用他的话来说，“实地研究局势”，引发了一场被称为“番茄之日”的事件。当官方游行队伍前往阿尔及尔的死难者纪念碑时，由退伍军人协议委员会领导的敌对人群对其进行了围攻，该委员会向其投掷番茄和公文包，以表示对卡特鲁将军的任命不满。阿尔及尔市长的声音在当地媒体上流传，这是《阿尔及尔回声报》的著名公式：“卡特鲁将军的留任将意味着阿尔及利亚的崩溃”，对此，社会主义报纸《人民报》回应说，“极端势力的压力、武力和暴力的展示将无效”。在番茄之日之后，乔治·卡特鲁向勒内·科蒂提出辞职，以避免“在一个重大国家问题上与他的前战友发生概念和行动冲突”。卡特鲁将军被罗贝尔·拉科斯特取代。

### 摩洛哥和突尼斯的独立（1956年3月）
根据拉塞勒圣克卢协议，法国政府于1956年3月12日承认摩洛哥独立，同年3月20日承认突尼斯独立（及其“超越”）。不可避免的是，这两个新国家为FLN提供了两个“避难所”后方基地。

### 蓝鸟行动（1956年）
1954年万圣节起义两年后，法国司令部担心民族解放阵线在卡比利亚地区的活动，并决定组建突击队，以清除克里姆·贝尔卡塞姆的游击队。1955年，总督雅克·苏斯戴尔办公室的技术顾问亨利·保罗·埃杜（Henry Paul Eydoux）有了在卡比利亚海上建立“反马基”的想法。“K行动”通常被称为“蓝鸟行动”，旨在从卡比利亚招募人员，为他们配备武器（约300人被交付），并对民族解放阵线发动反叛乱。它被委托给DST，然后是作战情报局（SRO）。但行动完全失败，资金和武器被转移到FLN。
1956年10月9日至12日，第27国防军在阿德拉尔森林发起的“杰纳德行动”使比雅尔将军的第三海军空降兵连队能够击退130名叛军。
经过十个月的平静，大卡比利亚地区被点燃，部分原因是法国提供的武器、设备和资金。

### 贝尼·乌杰哈内屠杀
大屠杀发生在1956年5月11日，由法国陆军第四步兵营（4e BCP）的一个单位实施，该营屠杀了79名阿尔及利亚村民，他们来自贝尼·乌杰哈内（Beni Oudjehane）的小村庄，该村庄有300名居民，位于吉杰勒省（前君士坦丁省）米利耶附近的科洛半岛。
2013年，历史学家克莱尔·莫斯-科波（Claire Mauss Copeaux）和两位博主在法国和阿尔及利亚联合进行了一项调查，安德烈是第四BCP的前法国士兵，努尔（Nour）是来自米利耶地区的阿尔及利亚教师，他们试图重建1956年5月11日这一天发生的事情。

### 帕莱斯特罗伏击（1956年5月）
1956年5月18日，在阿尔及尔以东70公里的帕莱斯特罗（拉赫代里耶）附近，19名特遣队士兵在伏击中丧生。媒体呼应了这场血腥冲突。残缺的尸体引起了公众的关注。“帕莱斯特罗将仍然是战争中最著名的伏击，象征着最糟糕的事情：突然袭击、无法自卫、尸体残缺。此外，军事等级将知道如何利用这种创伤来克服不情愿”。在发现法军士兵尸体后的下午，“44名阿尔及利亚人被立即清算”，而“军事当局承认，大多数人是试图逃离伏击北部法国军队组织的包围的逃犯”。
与此同时，居伊·摩勒向阿尔及利亚发出了更多的呼吁。在大都市，情绪非常强烈。冲突以新的视角出现。阿尔及利亚不再像印度支那那样是一场由专业人士领导的遥远冲突，而是一场法国内政，每个人都将通过儿子、兄弟或丈夫参与其中。因此，大都会舆论可能成为这场戏剧的主角。

### 苏马姆河代表大会（1956年8月）
1955年5月，民族解放阵线领导人阿巴内·拉姆丹与那些希望参加独立战争的人举行了会议。阿尔及利亚共产党（PCA）和民族解放阵线之间的协议由巴希尔·哈吉·阿里和萨迪克·哈吉雷斯谈判达成。它只承认共产党人作为个人而不是作为一个团体加入FLN。然而，PCA和FLN之间的合作远非无缝。共产党起义军和解放军起义军在地面上进行了不同的战斗。”在战争期间，PCA将逐渐被FLN边缘化。
阿尔及尔的民族解放阵线领导人，特别是其中的阿巴内·拉姆丹，很早就考虑召集一个庞大的代表大会，使民族解放阵线能够确认其凝聚力，澄清其理论，并具体界定其组织结构。1956年3月底，萨阿德·达赫拉卜在君士坦丁省秘密会见了2区负责人优素福·济古德和他的副手
拉赫达尔·本图巴勒，并向他们提交了这一想法，受到了欢迎。拉尔比·本姆希迪（Larbi Ben M'hidi）当时正在开罗执行任务，他向“民族解放阵线外部代表团”通报了该项目，该代表团原则上接受了民族解放阵线官员在阿尔及利亚领土上举行大规模秘密集会的原则，甚至在会议之前向阿尔及尔特使提交了一份政治文本，称为“海德尔报告”。然而，直到1956年春末，苏马姆河代表大会的筹备工作才进入积极阶段。阿巴内·拉姆丹和克里姆·贝尔卡塞姆向所有地区负责人发送信息，要求他们派遣代表参加在卡比利亚边界比班斯山区森林举行的“初步会议”。对“政治纲领草案”的讨论使阿巴内能够强调激励其计划的基本原则。
- 第一原则——政治优先于军事——更容易被地区“老板”接受，因为他们既是政治和军事领导人，也是民族解放阵线和民族解放军的武装分子，因此“党指挥枪”指令非常适合他们。

- 第二原则——内部优先于外部——也得到了一致同意，因为在场的所有马基领导人都抱怨没有收到从埃及运来的武器和资金，并赞扬本·托巴尔对开罗小组援助不足的指控。在这种情况下，阿巴内·拉姆丹不反对将外部代表团的作用实际上减少到在国外代表民族解放阵线的大使馆。新的统治力量将是阿尔及利亚抵抗运动在国家土地上建立的力量。只有他有权与法国打交道。[29]

作为苏马姆河代表大会的主要组织者，拉姆丹概述了革命运动的主要路线，包括建立一个政治因素优先于军事因素的国家。

### 苏伊士运河远征
1956年，法国怀疑埃及的纳赛尔在手段和武器上支持民族解放阵线，开始了苏伊士运河远征，冻结了与阿拉伯国家和苏联的关系。此外，以色列国家与法国特别服务机构密切合作。两国特勤局官员定期举行会议，交流有关埃及向阿尔及利亚民族主义者提供军事支持的重要信息。
在以色列和英国的帮助下，法国伞兵击败了埃及人，重新控制了苏伊士运河，但苏联总统尼基塔·赫鲁晓夫威胁说，如果英法远征军不撤出埃及，他将对伦敦和巴黎使用核武器。美国随后向英国首相安东尼·艾登（Anthony Eden）施压，威胁说，如果他的军队不撤出埃及，他将贬值本国货币，他们和他们的法国盟友也会这样做（远征军舰队由英国最高指挥）。

### FLN劫机事件
1956年10月22日，在拉巴特，民族解放阵线（FLN）的五名领导人坐在阿特拉斯航空公司的DC-3飞机上。艾哈迈德·本贝拉（Ahmed Ben Bella）、侯赛因·艾特·艾哈迈德（Hocine Aït Ahmed）、穆斯塔法·拉什雷夫（Mostefa Lacheraf）、穆罕默德·海德尔（Mohamed Khider）和穆罕默德·布迪亚夫（Mohamed Boudiaf）最初计划乘坐摩洛哥苏丹穆罕默德五世（Mohammed V）的飞机。这五人将前往突尼斯参加哈比卜·布尔吉巴（Habib Bourguiba）组织的峰会。
对外情报和反间谍局知道这次旅行的确切日期，并组织劫持这架属于摩洛哥苏丹的飞机，这可能会产生外交后果。这项行动是在没有通知理事会主席SDECE的法国特勤局知道这次旅行的确切日期，并组织劫持这架属于摩洛哥苏丹的飞机，这可能会产生外交后果。这项行动是在没有通知理事会主席居伊·摩勒或阿尔及利亚常驻部长罗贝尔·拉科斯特的情况下进行的。
当局直接扣押FLN领导人和相关文件，正式证明埃及向FLN提供了援助。但这种支持的揭示不足以平息游戏，恰恰相反。在摩洛哥，暴力反法暴乱造成约60人死亡，受害者都是欧洲人，他们被屠杀。就苏丹而言，他通过召回驻巴黎大使来强化自己的立场。哈比卜·布尔吉巴采取了类似的立场，在阿拉伯世界，法国受到严厉的评判。法国左翼媒体出言恶毒，摩洛哥和突尼斯事务国务秘书阿兰·萨瓦里辞职。法国驻突尼斯大使布吕诺·德勒斯也离职。
对FLN来说，本贝拉和他的同伴被捕并不是一个不可挽回的损失，因为这五个人是很容易被取代的政治家。然而，与法国关系的破裂对双方都是一个打击。虽然民族解放阵线现在肯定会得到埃及、突尼斯和摩洛哥的大力援助，但它不再与法国直接对话。居伊·摩勒对此感到愤怒。行动是在他不知情的情况下进行的，在罗马与民族解放阵线的秘密谈判破裂。法国注定要取得全面军事胜利或彻底放弃阿尔及利亚。

### 敌对状态的强化
1957年，阿尔及尔战役爆发。在马絮将军的指挥下，第10伞兵师负责维持首都的秩序。伞兵（8000人）成功地消灭了炸弹手。FLN输掉了这场战斗，其在首都的结构被摧毁。
其他行为将继续与弗朗索瓦·密特朗有关，1957年2月11日对费尔南·伊弗东（Fernand Iveton）的定罪，审判时担任印章保管人的弗朗索瓦·密特朗拒绝了伊弗东律师的上诉，给出了不利的意见。
与此同时，萨朗将军通过网格技术组织反游击队。经过较少训练的特遣队人员和许多年龄较大的预备役人员通常驻扎在军营或建立监视任务，而流动部队则在实地组织根除马基。在直升机的帮助下，他们不断进行搜索和销毁行动。特种部队横扫数百个村庄，寻找独立游击队的武器藏匿处，导致大量失误。

### 阿尔及尔战役（1957年1月-9月）
自1954年以来，布雷德发生了一系列冲突和伏击。注意力集中在农村，特别是在奥雷斯山脉和卡比利亚地区。但从1956年起，民族解放阵线的领导层转向城市攻势，决定将首都变成一场实力竞赛的舞台。目标是以更壮观的方式打击殖民机器的核心。这是为了在法国和外国舆论眼中展示FLN的力量。民族主义领导人：拉姆丹·阿巴内、克里姆·贝尔卡塞姆、拉尔比·本姆希迪、萨阿德·达赫拉布和本优素福·本赫达在阿尔及尔的卡斯巴秘密定居。这五人创建了阿尔及尔自治区（ZAA），并开始按以下方式分配任务：本赫达保留与欧洲人和阿尔及尔新自治区领导层的联系，该自治区现在脱离了第四省、达赫拉布、政治宣传和《解放战士报》的领导层，本·姆希迪选择负责阿尔及尔的武装行动（因此他是雅塞夫·萨阿迪的直接上级），克里姆·贝尔卡塞姆负责与所有省的联络，使他成为武装斗争的参谋长和战略家；拉姆丹·阿巴内最终成为了政治和金融领袖，也就是说，尽管“五人”想要合议，但事实上还是排名第一。
阿尔及尔是阿尔及利亚首都，拥有近100万居民，是法国在阿尔及利亚取得成功的象征。阿尔及尔是政府的神经中枢，是主要的商业中心、第一个港口和最大的机场。最重要的是，它是阿尔及利亚大部分法国人的家园，也是法国和国际媒体获取信息的地方。这座城市也象征着这个国家的情况。尽管阿尔及尔大部分是法国人，但它一直保留着一个“阿拉伯”地区，即著名的卡斯巴。此外，影响穆斯林人口的人口爆炸导致居住在贫民窟越来越多的无产者定居在郊区。
民族解放阵线的战斗机制依赖于少数2000多名武装分子，他们通过信念或恐惧建立了一个庞大的支持和共谋网络。成立了一个名为“炸弹网络”的小组，负责制造预设炸弹（称为“定时炸弹”）。为了提升成功率，他们选择了不太可能引起怀疑的年轻女性，她们都依赖于另一位名叫亚塞夫·萨阿迪（Yacef Saadi）的阿尔及利亚首领，他出身于卡斯巴。警方记录了1956年期间FLN发动的26,515起袭击。
自1956年5月以来，这些袭击造成了真正的精神冲击。致命武器在整个大城市造成伤亡。FLN将这些行动作为回应，先是针对民族解放阵线武装分子在著名的巴巴罗萨监狱被判处死刑和断头台的第一次处决，以及8月10日在卡斯巴的底比斯街发生的致命袭击的回应，该袭击造成15至70人死亡，至少40人受伤。这次袭击是由红手——法属阿尔及利亚抵抗组织（ORAF）的黑脚“极端武装分子”实施的。
FLN的目标是通过增加旨在杀害欧洲平民的个人袭击和炸弹袭击，营造普遍不安全的气氛。
总的来说，在大阿尔及尔，FLN在14个月内的官方袭击记录为751起袭击，造成314人死亡，917人受伤。
法国政府决定作出反应，并指示马絮将军恢复秩序。他召集了第10伞兵师。它的四个团加入当地人员，特别是警察、宪兵和第九佐阿夫兵团的步兵，他们守卫着卡斯巴。总共有近10,000人。4,000名伞兵训练有素，监督良好，专门打击游击队。他们的军官感到深深卷入冲突，对冲突的政治和军事层面非常敏感。他们中的许多人思考了反叛乱的技术，特别是从印度支那的经验中。
1957年1月7日，伞兵进入阿尔及尔，阿尔及尔战役开始。每个团在伞兵将军雅克·马絮的领导下控制一个地区，他被授予整个阿尔及利亚城市的所有警察权力。通过情报总局的档案，马絮的人建立了与秘密组织有关的“嫌疑人”名单。他们被审问，要求提供他们缴纳会费的FLN筹款人的姓名。有了这些信息，军方将向更重要的领导人靠拢。随后，军方逮捕越来越多的阿尔及利亚人，从可能掌握非常重要信息的武装分子到简单的同情者。逐街区进行的大规模控制行动证明非常有效。
作为回应，民族解放阵线领导人计划于1957年1月28日举行大罢工。这一日期恰逢联合国大会就阿尔及利亚问题展开辩论。这是引起国际舆论关注的最佳时机。这次罢工可能是对法国事业致命的大规模叛乱运动的开始，或者至少是一次总彩排。
为了获得情报，法国军队使用严厉的审讯、道德压力和对家庭的威胁。但是，炸弹的威胁促使人们要求迅速作出反应，以防止未来的袭击。它鼓励使用野蛮的方法，特别是因为一些警察和军事情报机构已经在使用这些方法。在涉案人员家属面前的简单推挤、暴力和酷刑行为是日常操作的一部分。关于人的错误，有时是由于简单的同音异义词，并不罕见。在法国大都市，酷刑的使用很快遭到了主要新闻机构和亨利·阿莱格（Henri Alleg）等法国共产党活动家的谴责。
与此同时，军官们正在努力控制穆斯林人口，使其脱离民族解放阵线的控制。卡斯巴被划分为建筑群或“小岛”。每个人都被分配了一名负责的居民，由管理局指定，负责充当联络人和告密者。城市网格也有助于阻止欧洲人的反恐行动。
所取得的成功是不可否认的。1月28日，被称为“八天罢工”的总罢工企图被仓促的方法打破：工人和雇员被强迫上班。仍然关闭的商店的百叶窗被撕掉，商品被交付抢劫。
许多民族解放阵线领导人被捕：拉比·本姆希迪于2月23日被捕。1957年2月27日，同样受到逮捕威胁的民族解放阵线（阿尔及尔自治区）领导人阿巴内·拉姆丹和其他三名民族主义者克里姆·贝尔卡塞姆、萨阿德·达赫拉布和本优素福·本赫达一起离开阿尔及尔前往国外。
“炸弹网络”也被清除。袭击次数从1月份的112起减少到3月份的29起：法国司令部认为他们已经取得了胜利。然而，这只是一个喘息的机会。6月3日，一枚炸弹在公共汽车站附近爆炸。6月9日，一次袭击袭击了科尔尼什赌场的一个舞厅。但“扭转”前FLN武装分子的行动已经到位。
9月24日，“炸弹网络”和城市游击队领导人亚塞夫·萨阿迪被捕，他最后的据点在卡斯巴的藏身处被第10伞兵师炸毁。这一武器事件标志着阿尔及尔战役的结束。
总的来说，FLN的“城市战争”以惨败告终。阿尔及尔自治区的部分网络被清除。起义者被迫进入阴影，并持续了很长时间。1957年10月，法国军队消灭了1827名民族解放阵线战士，其中200多人被杀，253人被捕，还有322名筹款人、985名宣传人员和267名小组成员。缴获812件武器、88枚炸弹和200公斤炸药。

### 迈卢扎屠杀（1957年5月）
民族解放阵线（FLN）和阿尔及利亚民族运动（MNA）之间的矛盾导致了迈卢扎大屠杀。
1956年，位于君士坦丁省和卡比利亚交界处的姆西拉北部高地上的迈卢扎村被移交给民族解放阵线（FLN）。然而，贝尼-伊莱曼的大量人口追随“将军”穆罕默德·贝卢尼斯的MNA（阿尔及利亚民族运动），他是民族解放阵线对手梅萨利·哈吉的支持者。这些MNA部队受益于中立，甚至是法国军队的谨慎支持，法国军队从他们身上找到了对抗FLN的方法。迈卢扎地区具有重要战略意义，正逐渐被淘汰。一些交涉者被枪杀。文化分歧加剧了冲突，大部分人口讲阿拉伯语，无法满足卡比利亚游击队的要求。
1957年5月28日黎明，400名ALN士兵包围了村庄。中午，由于缺乏弹药，贝卢尼斯派停止抵抗。ALN的抵抗战士将男子带出村庄，在妇女和儿童的呻吟声中，用棍棒将他们推进村庄上方的一个小村庄梅赫塔卡斯巴赫。所有囚犯都被用枪、刀和镐射杀。
在被改造成屠宰场的房屋和小巷中，法国军队在两天后抵达现场时，统计出315具尸体。

### 阿尔及利亚的“围困”（1957年9月）

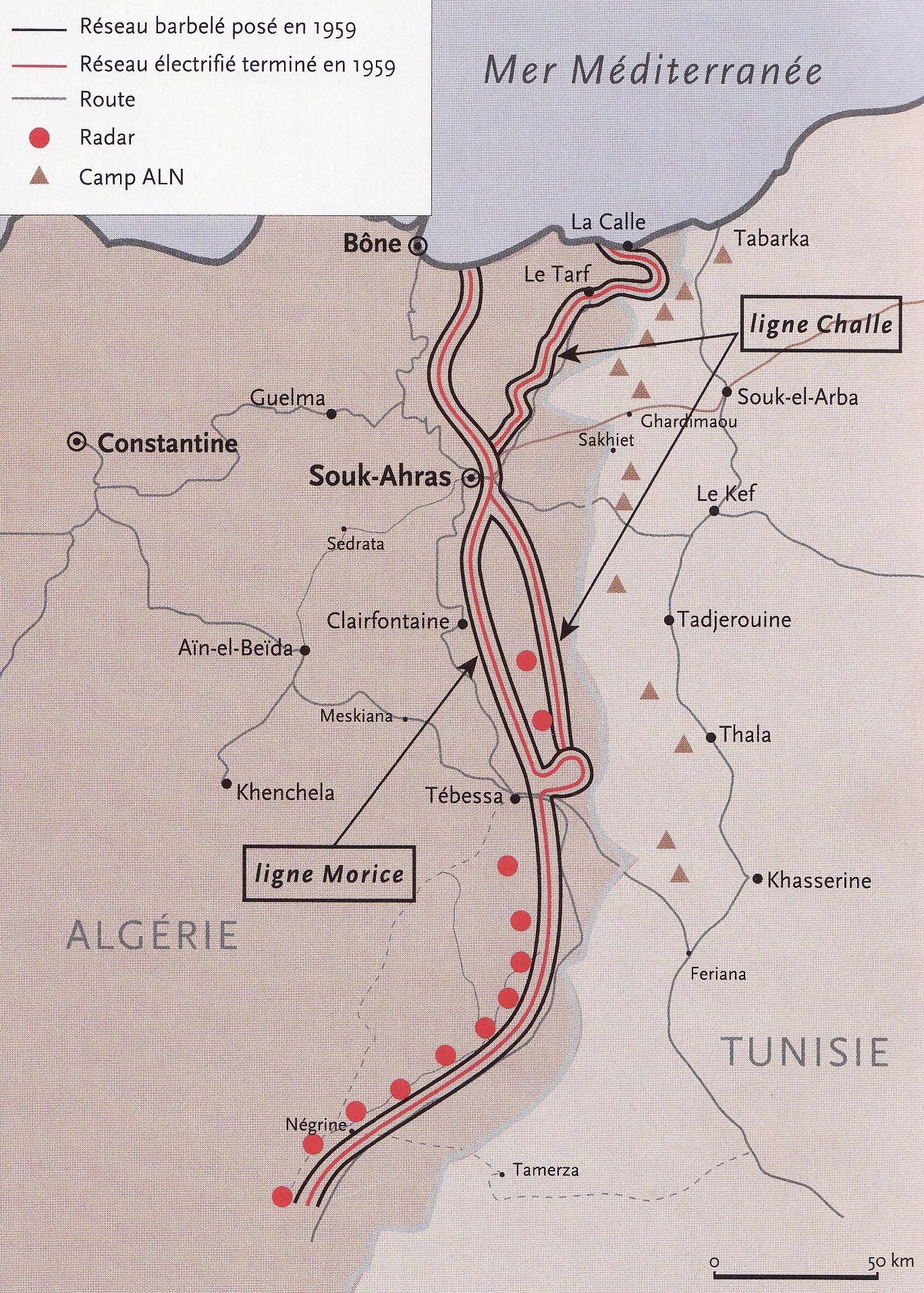
莫里斯线

对于民族解放军战士来说，武器和弹药的供应是一个至关重要的问题。截至1954年12月，他们只有400支猎枪。
1955年，情况几乎没有变化，因为驻扎在摩洛哥和突尼斯的法国军队负责边境监视。1956年3月，随着两国宣布独立，一切都发生了变化。ALN借此机会在那里建立基地，接收从国外购买的武器。
最困难的是让他们越过边界，因为法国海军密切监视阿尔及利亚海岸，而撒哈拉以南非常不适宜居住的地区经常被飞机飞越。东部和西部的陆地边界仍然存在。山区地形对ALN相当有利，一些地带横跨突尼斯边境。
1956年7月，他们有多达1200名男性士兵，其中大多数在突尼斯。1956年10月，阿尔及尔第二局估计在摩洛哥东部建立了四个基地，两个在西部，三个在南部。它们既是中转中心，也是训练营、游击队甚至正规部队。当时，边界相当容易渗透，1956年至1957年间，15000件战争武器从摩洛哥和突尼斯进入阿尔及利亚。
法国司令部很清楚，为了击败民族解放军（ALN），必须阻止来自外部的增援。
问题在于，这些边界很难监测：一方面，它们非常广阔，另一方面，跨越山区和沙漠高原。此外，必须避免为这项任务投入太多人员，因为在阿尔及利亚境内，军队必须投入大量人员进行地形网格和和平建设。
最初，这不是一个建立连续屏障的问题，而是简单地指派高度机动的分遣队监视通常的ALN过境点。但这一策略很快就达到了极限，1956年，在摩洛哥边境建立了一个4米宽的铁丝网。法国军队意识到，不向ALN战斗人员开火就不可能阻止他们通过，即使他们还没有越过边界，他们自己也不介意从摩洛哥领土向法国军队开火。
为了避免事件增加，屏障向内移动了几公里。在隔离边界的同时，确保更好地保护瓦赫兰-迈舍里耶、艾因塞弗拉-科隆贝沙尔铁路，这是许多破坏的目标。
路坝本身由许多设防的了望台加固。用混凝土板锚定在地面上的矿山被放置到位。对手不可能像印度支那战争期间的越盟那样占据它们并重新使用。
在摩洛哥边境的马格尼耶地区，一名工程师迪尔上校正在试验一座长达10公里的电气化路坝。结果具有决定性，这种障碍将成为常态。因此，出现了梯形带刺铁丝网，其中2500伏的电流通过。在第一个障碍物后面，第二条5000伏的电线在一堆铁丝网之前通电，随后是雷区和金属桩。这是向记者展示的东西，因为在1956年路坝尚能完工，直到1957年9月15日，900公里的西部边界才得到有效保护。
在东部，防御长期依赖于陆军干预小组，但民族解放军在突尼斯活动的发展将很快迫使修建类似的路坝。突尼斯的地理位置甚至比摩洛哥更有利，因为民族解放军从国外购买的武器可以自由通过利比亚过境。与西部一样，这个路障将保护邦纳-泰贝萨-奈格林铁路。

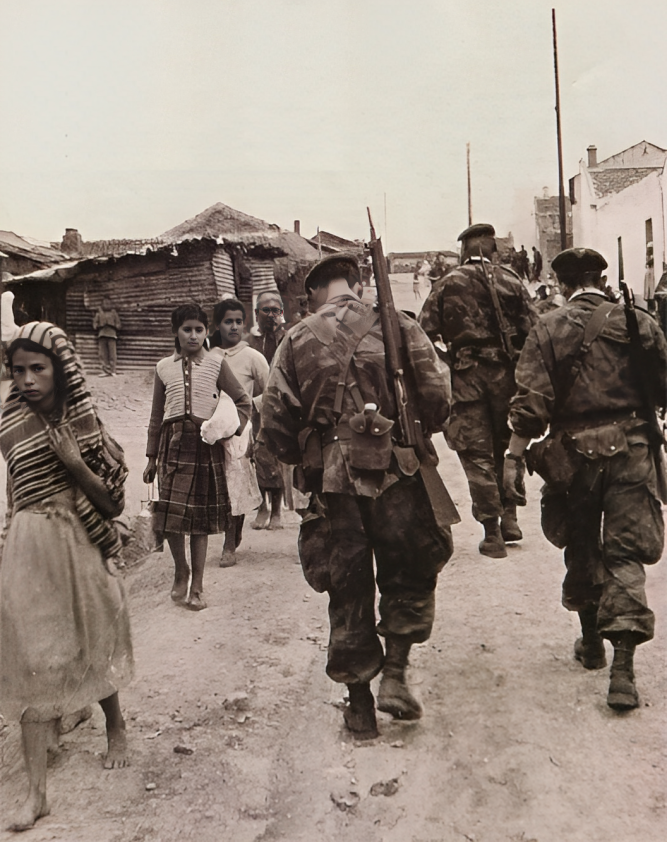
1957年位于奥尔良斯维尔的法军士兵

在1957年6月26日的一项指令中，国防部长安德烈·莫里斯（André Morice）优先考虑了这座路坝，分配了来自法国大都市的大量天才资源。通往泰贝萨的电气化路坝必须在1957年10月完工，然后在14日决定将其延伸至奈格林，首先是通过一个非电气化网络，但与雷达辅助的火炮监视相结合，这使得南部平坦和开阔的地形成为可能。
1957年8月开始，阿尔及利亚-突尼斯边境的“莫里斯线”由两个2.40米高的中央电篱组成，高压5000伏，将于1957年9月15日宣布与佩德罗线同时运行，佩德罗线是摩洛哥边境西部路坝的名称。这不是一个不可逾越的障碍，但军方十分欣赏它，因为它可以为他们提供警报，发出信号并定位交叉口。然后，部队可能在装甲和航空的支持下进行干预。在允许机电工程师维护和维修电篱的技术跑道后面，有一条战术跑道，用于监视装甲车的快速移动。人们很快就会称这种设备为“耙子”。由于莫里斯线的重要性至关重要，1958年底修建了第二座路坝；它增强了安装在其前方的“莫里斯线”。
从1958年到1962年，东部路坝（阿尔及利亚-突尼斯边界的莫里斯线）共埋有330多万枚地雷，全长1200公里，是西部路坝的两倍多。据雅克·韦尔内上校称，阿尔及利亚战争的累计总数为620万枚地雷（人员杀伤地雷、40万枚“S型地雷”和23万枚“照明地雷”）。结果：ALN在东坝损失了3000人，在西坝损失了600人，法国军队有146人和109人死亡，路坝上有人和动物的碎片，这些碎片是由铁丝网上的地雷爆炸投射出来的。
在阿尔及尔的高地上，烈士纪念碑自1984年11月1日起在一个专门用于展现“沙勒线和莫里斯线”空间中提供了所有这些狡猾机器的样本。独立后，在阿尔及利亚西部和东部边界，与泥石流冲刷的雨水混合的地雷继续袭击人和动物。
2007年11月，在对阿尔及利亚进行国事访问期间，尼古拉·萨科齐总统向阿尔及利亚总统提交了东西路坝雷区计划。

### 暗杀拉姆丹·阿巴内
1957年2月底，民族解放阵线（FLN）在阿尔及尔战役中被击溃，经历了一段艰难的时期。对于最后一位在世的创始人克里姆·贝尔卡塞姆来说，组织的生存也是如此。因此，“历史”听起来像是民族解放军（ALN）领导人反对“政治家”的集会，他们站在革命新星拉姆丹·阿巴内身后。围绕克里姆·贝尔卡塞姆形成了一个多元化的联盟，包括拉赫达尔·本托巴尔（Lakhdar Bentobal）和阿卜杜勒哈菲德·布苏夫（Abdelhafid Boussouf），他们习惯于警察在移民人口和战斗人员中散布恐怖。在1957年7月的协调和执行委员会（CCE）会议上，阿巴内坚持政治优先于军事的原则，再次残酷地谴责布苏夫。在他的一些对手眼中，这一次太多了。1957年8月，阿尔及利亚革命全国委员会（CNRA）会议见证了克里姆·贝尔卡塞姆的胜利，通过的第一项决议指出：“政治不高于军事，内部和外部之间也没有区别。”现在，FLN的军事化已经完成：除了ALN之外，它将不复存在。历史学家穆罕默德·哈尔比（Mohammed Harbi）指出，因此，军阀时代开始了。“在领导层，”他写道，“不再有政治倾向，而是部族。个人利益的联系取代了政治亲缘关系。没有人对现在和未来有一致的战略。问题是要持续下去。每个人都对每个人都持谨慎态度，最关心的是对任何倡议作出反应，以便可能使其失效。
拉姆丹·阿巴内在失势后继续阻挠，因为他坚持谴责“封建”对革命构成的危险，并威胁很快回到马基，重新控制内部抵抗。1957年12月27日，以阿卜杜勒哈菲德·布苏夫为首的对手在摩洛哥伏击他，并在乌季达附近的一个农场用铁丝勒死他。这起暗杀事件被其领导人伪装成光荣的战斗死亡，开启了独立后统治者之间谋杀的传统。

### 蓝色行动（1958年）
“蓝色行动”有时被称为“蓝色阴谋”，是1957年由SDECE（对外情报和反间谍局）发起的大规模渗透和心理战行动。这项行动包括起草据称与法国军队合作的阿尔及利亚人名单，并将其发送给民族解放军武装派别民族解放军（ALN）的领导人，以引发内部清洗。
1957年底，阿尔及尔战役后，首都的民族解放阵线遭遇重创，其领导人死亡或入狱。卡比利亚第三省的ALN领导人阿姆鲁什上校与阿尔及尔自治区最后一名幸存的FLN武装分子罕德里什取得了联系，他被称为“纯洁者”萨菲。他指示他与另外两名男子，阿尔及尔的拉尼·穆罕默德和马基的卡马尔一起重建他的网络。但萨菲和哈尼是“加热蓝军”团队的“返回者”，该团队由一名伞兵军官保罗·阿兰·勒热（Paul Alain Léger）操纵，他是阿尔及尔-萨赫勒总参谋部SDECE的一个分支，在阿尔及尔战役中在阿尔及尔自治区的解体中发挥了重要作用。
这种中毒操作将导致第三省和第四省的卡迪巴人的重大损失。阿赫切尼·马希乌兹是第三省1区的负责人，也是阿姆鲁什上校的副手，他被误导到处都是叛徒和间谍（包括加入马基的年轻知识分子、学生和医生），并折磨和清算了数百名男女。他成功地说服了阿米鲁什上校，叛国罪无处不在，必须大规模清除，后者于1958年8月3日写信给其他地区的领导人，警告他们。
“蓝色行动”造成数千人死亡。民族解放军（ALN）的卡迪巴人被严重削弱，长达数月无法行动。一些声音，如之后的第三省领导人莫昂·乌尔哈季的声音，试图让阿姆鲁什上校听到正确的声音。据估计，第三省（卡比利亚）清洗的损失为3000人，第一省（奥雷斯）为2000人，第四省（阿尔及尔）为1500人，第五省（奥兰）为500人。在不同地区进行的清洗的一个更遥远的后果是独立后的阿尔及利亚失去这些年轻知识分子。
处于摧毁和沮丧中的ALN马基只能等待政局变化。当法国司令部决定启动沙勒计划下的重大行动时，他们看到了机会。

### 边境作战（1958年1月-5月）
从1958年1月起，民族解放军（ALN）在莫里斯防线的电气化路障和法国军队的伞兵部队的正面冲突中遭受重大损失，试图尽可能多地将战斗部队和武器带回阿尔及利亚，这些部队和武器是为指挥该国内部与法国军队作战的ALN领导人准备的。面对日益微妙的局势，法国军队正在寻求有效的防御措施，以应对自1956年突尼斯独立以来越来越多的阿尔及利亚-突尼斯边境渗透。1957年秋，每月有2000多件武器越过边境，分发到第一、第二和第三省。法国政府对突尼斯施加了巨大压力，甚至威胁说，如果继续过境，将进行报复，但结局是徒劳的。解决办法只能是军事行动。法国军队的主要任务是拦截和摧毁跨越莫里斯防线路坝的武装团伙，该防线从地中海延伸至撒哈拉沙漠边界，长达460公里。
意识到边境“莫里斯线”的电气化和地雷坝对他们构成窒息的危险，特别是将他们与突尼斯隔离的大坝，ALN领导人努力寻找突破口。从1957年底开始，他们多次破坏电气化栅栏，挖掘隧道穿过障碍物，并试图从南部越过路坝。
边境战役始于1958年1月，一直持续到5月，对ALN的卡蒂巴派造成了致命打击。这一失败导致了民族解放阵线内部前所未有的政治危机。这场战役是阿尔及利亚战争中规模最大的一场战役，标志着有利于法国军队的转折点。
法军损失惨重：273人阵亡，800人受伤。ALN更加惨重：近4000人阵亡，590人被俘。缴获了大量个人和集体武器。最重要的是，阿尔及利亚被严格地“封闭”。在边境战役中失败后，民族解放军（ALN）再也无法从外部获得补给。在军事上，法国几乎赢得了边境战役。

### 阿尔及尔政变和公共安全委员会（1958年5月）
费利克斯·加亚尔（Félix Gaillard）卸任后，政府首脑职位空缺，4月15日发生了严重的部长级危机，军队于1958年5月13日在阿尔及尔掌权。
18时，向法兰西共和国发动叛乱的学生领袖兼预备役指挥官皮埃尔·拉加亚尔德（Pierre Lagaillarde）率领他的七人集团组织袭击阿尔及尔总督府大楼，这是国家权力和法兰西共和的象征。18时30分，由拉科斯特（SFIO）主持的“总督府（GG）”落入叛军手中。在巴黎，为了应对“阿尔及尔政变”，皮埃尔·弗林姆兰政府（MRP）成立，持续到1958年5月28日。法国在世界上，特别是在西欧的形象严重恶化。
与此同时，在阿尔及尔，阿尔及尔战役第10伞兵师指挥官马絮将军担任公共安全委员会主席，并通知共和国联盟（UR）总统勒内·科蒂，他正在等待组建“公共安全政府”。
5月16日，欧洲和穆斯林之间的“兄弟情谊”示威在阿尔及尔的论坛广场举行。关于这些事件，戴高乐部长理事会主席在1958年6月6日首次访问阿尔及利亚奥兰省穆斯塔加奈姆时宣布：
从阿尔及利亚这片壮丽的土地开始，这是一场革新和博爱的模范运动。他从这片久经考验和伤痕累累的土地上升起，一股令人钦佩的气息从海面上掠过整个法国，提醒他在这里和其他地方的使命是什么……我以他的名义宣布，我向你们保证，拥有自主权的法国人、同乡、同胞公民和兄弟，他们现在手牵着手生活。
6月1日，在科西嘉岛的复活行动宣布巴黎即将发生政变后，总统宣布将权力下放给“最杰出的法国人”——戴高乐将军。他组成了一个公共安全政府，并宣布制定新宪法。法兰西第四共和国就此终结。

### 戴高乐政府处理阿尔及利亚事务（1958-1962年）
1958年9月28日的公民投票由总统勒内·科蒂和戴高乐领导的政府提出，要求法国批准新宪法文本，为第五共和国奠定基础。在超过五分之四的选票支持下，宪法于1958年10月4日颁布，第二天宣布成立第五共和国。在法国殖民地，公投还旨在建立法语社区。
关于阿尔及利亚公投的意义，戴高乐将军于1958年8月30日宣布：
通过投票，阿尔及利亚人民将为自己的命运问题提供答案。他们放入投票箱的选票在一个关键点上具有明确的意义。对每个人来说，在目前情况下回答“是”至少意味着一个人希望表现得像一个完全成熟的法国人，并相信阿尔及利亚的必要演变必须在法国框架内完成。
96%的阿尔及利亚人、欧洲人和穆斯林，即4,412,171名登记选民中的75%，对新宪法投“是”，尽管民族解放阵线呼吁抵制。这是阿尔及利亚妇女参加的第一次选举。阿尔及利亚公投结果公布后，戴高乐于10月3日在君士坦丁宣布：
来自阿尔及利亚的350万男女，不分社区，完全平等，来自所有地区的村庄和所有城市的社区，为法国和我带来了他们信任的公告。他们在没有任何人强迫的情况下这样做，尽管狂热分子对他们、他们的家人和他们的财产构成威胁。这里有一个事实，就像天空的明亮光芒一样清晰。这一事实至关重要[……]，以为它表示阿尔及利亚和法国将永远联结在一起。
它还宣布了一项广泛的阿尔及利亚投资计划，即君士坦丁计划，表明法国对阿尔及利亚的持久承诺，但新宪法第53条规定，在有关人民同意的情况下，可以通过一项简单的法律割让法国领土的一部分。
1959年9月16日，戴高乐在一次演讲中为自决铺平了道路。他宣布，所有阿尔及利亚人都必须决定自己的未来。有三种选择：
- 事实上独立的分离进程；
- 特许领导下的权利平等化，即从敦刻尔克到塔曼拉塞特的单一领土集体；
- 成立阿尔及利亚自治政府，并与法国联合，但保留其在经济、教育、国防和外交事务方面的特权。

戴高乐并没有掩饰他对前两种解决方案的敌意。据他说，第一种的风险是导致贫困和共产主义独裁。关于第二个方案，他在1959年3月向阿兰·佩雷菲特解释说：“[……]穆斯林，你去见他们了吗？你看着他们的头巾和吉拉巴长袍，你可以看到他们不是法国人！那些提倡整合的人有蜂鸟大脑，即使他们非常聪明。可以试着加入油和醋摇动瓶子。过了一会儿，他们又分开了。阿拉伯人是阿拉伯人，法国人是法国人。你认为法国军团可以吸收1000万穆斯林，明天将是2000万，后天将是4000万？如果我们实现融合，让阿尔及利亚的所有阿拉伯人和柏柏尔人都被视为法国人，我们怎么能阻止他们在生活水平非常高的大都市定居？我的家乡将不再被称为科龙贝双教堂村，而是科龙贝双清真寺村！[…]”。
9月16日的讲话和普选的使用开启了分离的可能性，这让法属阿尔及利亚的支持者感到担忧。

### 战争扩展带到本土（1958年8月）和FLN-MNA内战
1958年8月，本土法国人发现战争已经越过地中海。26日晚，在几个地区发生了15起袭击，目标是军事场所、警察局、铁路、加油站和炼油厂。8月的袭击造成17名警察死亡，6名士兵死亡。
这些袭击旨在向法国公众舆论表明，民族解放阵线仍然活跃。然而，阿尔及利亚组织的大部分军事努力都是针对在法国更为根深蒂固的阿尔及利亚民族运动（MNA）。两个独立组织之间的内战极其血腥。造成4300人死亡，其中4055人是阿尔及利亚人，只有152名法国平民、16名士兵、53名警察和24名穆斯林辅助人员死亡。
因此，FLN法国协会通过消灭梅萨利·哈吉的支持者，成功地控制了在法国建立的阿尔及利亚社区和来自大都市的重要筹款活动。

### 阿米鲁什上校在扎默尔山战役中死亡（1959年3月）
1959年3月6日，阿米鲁什上校想前往突尼斯会见阿尔及利亚共和国临时政府成员，他在40名战士的陪同下出发。他的行程很可能是在阿卜杜勒哈菲德·布苏夫（Abdelhafid Boussouf）的命令下，由一名MLAG无线电操作员传达给法国司令部的，他希望排除两名过于笨重的“抗议者”。
在伏击中，这小股部队被法国军队的重要人员包围。经过一场暴力的战斗，阿尔及利亚人有35人死亡，5人被俘。尸体中有阿米鲁什上校和西·豪韦斯。

### 沙勒计划（1959-1961年）
直到1958年底，主动权属于民族解放军（ALN）的游击队。12月被任命为阿尔及利亚武装部队总司令的沙勒将军负责扭转这一趋势。他和他的合作者一起提出了以他的名字命名的计划。它必须使法国能够充分利用其军队的力量给他们带来的优势，这支军队装备精良，补给充足，由475,000人组成，来对抗民族解放军的50,000名游击队。即使他基本上看起来像一名参谋长，沙勒将军也会很快给军队干部带来信心，他们长期以来一直觉得自己缺乏总体前景。
之前，法国军队更喜欢“网格化”：固定部队负责控制该国的敏感地点。而特别包括伞兵团在内的“一般预备役”机动部队往往被缩减为临时任务。“沙勒计划”包括尽可能多地释放这些预备役部队，并系统地与他们接触，将他们的战力依次集中在一系列特定地区。目标是一个接一个地削弱和破坏ALN单位。事实上，它们无法重建，因为自1958年以来，严密守卫的电气化路坝封锁了通往摩洛哥和突尼斯边境的通道，海军几乎对海岸线进行了全面监视。在这一解散阶段结束后，网格部队将足够强大，能够通过小型轻型机动部队“狩猎突击队”独自面对武装团体的残余人员。
该计划的执行基于两个基本要素：情报和部队机动性。情报由CCI（联合协调中心）负责，在区域一级由DOP（作战保护系统）代表，与各单位的情报官员（OR）合作。在审讯囚犯期间获得的信息使他们能够仔细研究ALN单位的流离地点和避难区。干预部队将尽快派遣，特别是通过直升机运输。而由哈基人组成的“狩猎突击队”——与法国正规军并肩作战的阿尔及利亚穆斯林——将能够在最困难的地形上追捕对手。
沙勒将军非常依赖这些辅助人员，他们自愿短期服务六个月或十二个月，但可以续约。“没有阿尔及利亚人支持，我们不会安抚阿尔及利亚，”他在1959年写道。除了60,000名哈基人（1960年的数字），他还指的是20000名莫哈兹尼人和9000名流动安全小组（GMS），这是GMPR（流动农村保护小组）的新名称。或者被称为“自卫团体”（GAD）的小型民兵，或多或少自发地在敌视民族解放军战士的村庄组织起来。他们的兵力将达到6万人，其中3万人由法国武装。
法国士兵将在他们的土地上搜寻ALN游击队。1959年2月至1960年9月，“沙勒计划”规定的军事行动从西向东席卷阿尔及利亚北部。从最简单的奥兰省到最困难的北君士坦丁省，主要由ALN控制。1960年4月沙勒离职后，克雷潘将军接管并完成了“蝉”、“普罗米修斯”、“火花”和“三叉戟”行动，直到1961年4月。法国军队的领导人建立了禁区，他们清理了人口。因此，他们希望将民族解放军战斗人员与援助、照顾和藏匿他们的平民隔离开来。居民聚集在军事哨所附近的村庄。1960年，200多万人受到影响。贫困加剧、价值观丧失以及人类、经济和社会后果对这些被切断土地的平民来说是巨大的。
通过公路、空中还是海上，25000人派过来增援“沙勒计划”的15000名士兵。1959年2月6日至4月6日，它开始于第五省，这是和平道路上最先进行的一次，然后在4月18日至6月19日，在第四省阿尔及利亚萨赫勒和瓦尔塞尼斯山的“皮带”行动中继续，5月15日至10月15日期间在奥兰省南部行动规模较小。为了避免卡比利亚部队向东撤退，“火花”行动于7月8日至20日进军霍德纳山脉，连接第三省和第一省，然后“双胞胎”行动于1959年7月22日至1960年3月底在第三省展开。此后不久，“宝石”（红宝石、蓝宝石、绿松石、祖母绿和黄玉）行动在1959年9月6日至11月9日期间袭击了第二省，直到1960年4月；然后，第二系列“宝石”行动在同一地区进行了几个月，直到1960年9月。
沙勒将军于4月离开后，他的继任者克雷潘将军再次返回奥兰省（“蝉”行动，1960年7月24日至9月24日）和撒哈拉阿特拉斯山脉（“普罗米修斯”行动，1960年4月至11月），但他将主要精力集中在第一省：5月21日至31日在霍德纳山脉的“火花”行动，以及1960年10月至1961年4月的“三叉戟”行动。在所有这些地区，狩猎突击队接管了一般保护区。与此同时，军队继续以一切手段解散控制人口的OPA。这是普通军事等级之外的情报官员和专门机构的任务：1957年作为联合协调中心（ICC）的一部分成立的DOP和1959年成立的行动情报中心（CRA）。
“沙勒计划”使法国军队能够在很大程度上恢复行动主动权。它给民族解放军（ALN）造成了巨大损失，可能是其估计潜力的一半，即25,000人。他们的士气受到了更大的打击，因为他们觉得自己没有得到突尼斯和摩洛哥运动领导人的支持。相当多的战士进入了法国营地。一些官员甚至同意与法国当局联系，以结束戴高乐“勇敢者的和平”提议的战斗。1960年6月10日，第四省首领西·萨拉赫在爱丽舍宫受到秘密接见。他最终将在他的省被否决。但一些士兵甚至公开指责戴高乐将军的随行人员利用这些人的口实，并协助扼杀了西·萨拉赫（本人在1961年7月的一次伏击中丧生），以压制一名尴尬的证人。
毫无疑问，军队宣传部门以“枪杀歹徒”、“缴获武器”或“集结人口”的方式呈现“平衡”，就好像这些都是对敌人的决定性打击一样，过于乐观。但现实不太令人满意。因此，1959年8月在赛伊达接待戴高乐将军的马塞尔·比雅尔上校在展示了一系列非常辉煌的结果后宣布：“随着时间的推移，尽管取得了无可争议的进展，但和平似乎像海市蜃楼一样消失了。[…]邪恶是深刻的，癌症是根深蒂固的。”ALN卡蒂巴派的解散，分裂成少数不太脆弱的武装小团体，尤其带来了问题。
此外，虽然“帮派”的军事效力几乎为零，但所谓“恐怖”行动的能力仍然存在。1959年9月16日，戴高乐将军宣布，一年内“伏击和致命袭击”的数量少于200起时，恢复和平可以被视为理所当然，但到1960年底，每月对平民的袭击数量约为300起。仅法国一方的死亡人数就达3700人。其中一半是平民。最重要的是，这场战争远未在政治上取得胜利。在阿尔及利亚，能够继续宣传和监督行动的民族解放阵线武装分子网络得以生存。1960年12月在阿尔及尔举行的穆斯林示威突出了独立思想的流行。在法国，战争越来越分裂舆论，特遣队新兵参与行动越来越不被接受。在国外，GPRA（阿尔及利亚共和国临时政府）不仅在阿拉伯世界和东方国家（苏联及其卫星国、中国），而且在第三世界，甚至在法国的盟友（如美国甚至德意志联邦共和国）都有越来越多的受众。1959年10月，沙勒将军告诉他的参谋部：“他们的宣传比我们的好。”
然而，法国军队控制了阿尔及利亚；在沙勒计划结束时，马基（游击战）地区的民族解放军战士人数减少到约10,000人。这些游击队中的一些人以及领导人不得不逃到邻国，其他留在阿尔及利亚的人在行动中被迫躲藏起来。阿尔及利亚的主要战斗已经结束，游击队网络被摧毁。这就是为什么多位作者认为这场战争是法国的军事胜利。
然而，战争的政治结果无疑是民族解放阵线的胜利。历史学家莫里斯·瓦伊斯（Maurice Vaïsse）分析了这场冲突“不是一场经典战争，而是一场非殖民化战争”，他在2002年2月于全知识大学（Université de Tous les Savoirs）举行的一次会议上以微妙的方式总结了这场冲突，指出了使他能够对提出的两个问题做出肯定和否定回答的因素：“我们是否体现法国的军事胜利？这是外交上的失败吗？”。

### 路障周（1960年1月）
在1959年9月16日的一次演讲中，戴高乐将军提出了阿尔及利亚未来的三种选择（分离、法国化或联合），首次开启了阿尔及利亚人民的自决权，这可能导致独立。黑脚和许多军人认为这种可能性是不可接受的。1960年1月，马絮将军被召回巴黎，这将成为被称为“路障周”的骚乱导火索。
1960年1月24日，由皮埃尔·拉加亚尔德、居伊·福尔齐、让·雅克·苏西尼和约瑟夫·奥尔蒂斯领导的法属阿尔及利亚极端分子组织了一次大规模抗议示威，期间发生了事件。拉加亚尔德和福尔齐与他们的支持者一起占领了学院区，而奥尔蒂斯则抢占了阿尔及利亚公司的大楼。在格利耶尔高地举行示威的地方，人群规模不如1958年5月13日，但设置了路障。当宪兵介入清理街道时，发生了枪击事件：14名宪兵死亡，约100人受伤，而抗议者有6人死亡，24人受伤。
拉加亚尔德仍然驻扎在学院区，由几个武装领土单位支持。米歇尔·德布雷命令德卢弗里耶在必要时使用武力结束阿尔及尔的骚乱。就穆斯林而言，他们没有跟随，在没有军队被迫开火的情况下，黑脚选择回家。拉加亚尔德和他的死忠仍然留在广场上。1960年1月30日，伞兵上校迪富尔与福尔齐上尉进行谈判。拉加亚尔德和他的手下进行沉默游行，然后是那些希望加入第一外籍空降兵部队阿尔卡塞尔突击队的人。
骚乱领导人被逮捕并由大都市的军事法庭审判。所谓的“路障审判”于1960年11月在巴黎举行。被告皮埃尔·拉加亚尔德和让·雅克·苏西尼在审判期间暂时获释，他们逃亡马德里，在那里他们成立了秘密军事组织。

### 西·萨拉赫事件（1960年7月）
在灌木丛游击战受到严重考验的背景下，自1959年5月以来，第三省代理负责人西·萨拉赫决定与法国当局展开直接谈判。在最近的行动中，第四省损失了50%以上的武器和45%的人员。还剩下大约2500人。西·萨拉赫去了突尼斯，他从那里回来后表示“对在突尼斯的GPRA（阿尔及利亚共和国临时政府）领导人的阴谋诡计感到厌恶，远远超过了游击队的命运”。
1959年7月，他强调“人民对这项事业的不满”。在这方面，国家元首戴高乐将军于1958年10月21日提出的“勇敢者的和平”提议，以及随后于1959年9月16日发表的为阿尔及利亚自决铺平道路的讲话，得到了游击队的积极回应。
1960年6月10日，他秘密前往爱丽舍宫，直接与戴高乐将军谈判可能的停火。据现场目击者贝尔纳·特里科（Bernard Tricot）称，“将军总结了他关于自决的公开建议。但是，他说，首先必须结束战斗。停火可以在每个人都体面的条件下结束。战斗人员提醒他们，他们不想看起来像虚假的兄弟；他们意识到，他们不可能一下子领导整个阿尔及利亚民族解放军，但他们至少希望部分停火尽可能广泛。为此，他们希望能够联系卡比利亚的第三省负责人；他们还要求为前往突尼斯提供便利，以便他们能够让GPRA承担责任。”
一年后，西·萨拉赫在GPRA的召唤下，带着少数护卫前往突尼斯。1961年7月20日，他在布维拉（卡比利亚）地区马约的一次法国陆军狩猎突击队伏击中丧生。他的遗言是：“戴高乐背叛了我们。他对我的命运负责。”
一些法国军官强烈批评戴高乐将军未能利用这一机会与西·萨拉赫进行谈判来与来自内部的ALN战士（他们反对总部设在突尼斯的GPRA）达成协议。这一“西·萨拉赫事件”将是1961年4月针对戴高乐的政变的原因之一。

### 阿尔及利亚分割计划（1961年）
1961年6月28日，总理米歇尔·德布雷根据当时其他几个国家（南非、德国、朝鲜、越南）的分裂经验，正式宣布了最后手段，即阿尔及利亚的分割。应戴高乐的要求，副总统阿兰·佩雷菲特（Alain Peyrefitte）研究了这一想法，戴高乐派副总统建议在阿尔及尔和奥兰之间重新组合所有法国血统和亲法穆斯林，将所有希望生活在民族解放阵线领导的阿尔及利亚的穆斯林转移到其他地区，并在阿尔及尔建立一条分界线，就像柏林和耶路撒冷一样，将欧洲区与穆斯林区分开。1961年11月，戴高乐拒绝了这一提议。莫里斯·阿莱（Maurice Allais）认为，如果说经常被描绘成“漫画图像”的分割解决方案没有得到多少支持，那只是因为它遭到了双方极端分子的强烈拒绝。据他说，这种划分“也许是唯一合理的解决方案”。

### 新突尼斯事件（1961年7月）
7月，在独立的突尼斯和法国之间关于比塞大法国战略海军基地的新紧张局势之后，法国和突尼斯之间爆发了一场短暂但致命的战争（1000至2000人死亡），突尼斯是民族解放阵线的盟友，其领土是民族解放军的避难所。

### 支持FLN的示威（1961年）
法国本土来自阿尔及利亚的大量移民社区主要倾向于不结盟运动，被民族解放阵线接管，他们消灭了民族主义领袖梅萨利·哈吉的大部分干部和支持者。1961年夏天，阿尔及利亚战争进入了一个关键阶段。法国政府和阿尔及利亚共和国临时政府（GPRA）之间的谈判，后者是民族解放阵线的一个分支，为即将到来的阿尔及利亚独立做准备，但在双方引起了分歧。在民族解放阵线内部，不同的内部潮流正在为未来阿尔及利亚国家的权力而斗争。8月底，民族解放阵线恢复了对法国警察的更强烈攻击，加剧了警察的沮丧情绪，他们不赞成司法对先前逮捕的突击队的“缓慢”和“宽容”。
为了打击这一新的暴力，部际理事会于10月5日决定只对阿尔及利亚人实行宵禁。宵禁严重阻碍了民族解放阵线的夜间活动，包括会议、征收“会费”、准备行动、实施“制裁”和即时处决活动，这些活动大大减少。法国FLN联合会威胁要进行反制。
作为回应，联合会决定组织一次和平示威，反对巴黎警察局长莫里斯·帕蓬（Maurice Papon）于1961年10月17日晚实施的宵禁，因为她知道宵禁“从一开始就注定要受到严厉镇压”。聚集了20,000名阿尔及利亚人的示威活动响起了“阿尔及利亚万岁”的口号。
警察响应命令，进入并驱散了游行队伍。示威被警察暴力镇压：受伤者躺在路上。超过11,500人在夜间被捕，7800人被关押在体育宫，2800人在皮耶·德·古柏坦体育场，860人在万塞讷的身份识别中心。最后，500名穆斯林被归类为领导人或危险分子，于19日星期四乘飞机返回阿尔及利亚。
警察总部的官方数字是3人死亡，64人受伤。实际死亡人数备受争议：根据让-保罗·布吕内（Jean-Paul Brunet）的说法，10月17日和随后几天的死亡人数为30至50人，邦雅曼·斯托拉（Benjamin Stora）和林达·阿米里（Linda Amiri）认为是98人，吉姆·豪斯（Jim House）和麦克马斯特（MacMaster）认为是120人，其中包括“两个月的周期，在10月17号晚上达到最明显的峰值”。
10月28日，当法国和阿尔及利亚特使再次在巴塞尔会晤时，法国和民族解放阵线领导人都含蓄地承认，忘记17日的血腥事件符合双方的共同利益，以便继续前进。10月17日，GPRA设法加大了对法国政府的压力，同时准备与法国政府谈判。

### 秘密军事组织（1961-1962）
秘密军事组织是一个秘密的法国政治军事组织，成立于1961年2月11日，旨在通过一切手段，包括大规模恐怖主义，使法国在阿尔及利亚的存在永久化。路障周失败一年后，当公众舆论和法国政府显然希望脱离阿尔及利亚时，它在西班牙马德里成立，由弗朗西斯科·佛朗哥将军领导，在两位重要活动家让·雅克·苏西尼和皮埃尔·拉加亚尔德的会晤中，随后召集了包括拉乌尔·萨朗将军在内的高级军事人员。实际上，本组织既不是集中的，也不是统一的。它分为三个或多或少独立的分支机构，有时相互竞争：“OAS马德里”、“OAS阿尔及尔”和“OAS大都会”。
据估计，秘密军事组织约有1000至1500名活跃成员，其中500名在阿尔及利亚西部，200名在法国本土，约20名在西班牙。文职人员约占部队的2/3，其余三分之一由军事人员组成，其中大多数是应征入伍的士官和军官。
OAS的目标主要是攻击法国合法政府倾向于与FLN签订协议的官员、团队个人和媒体，不管是在阿尔及利亚还是在法国本土，以及涉嫌支持FLN的穆斯林团体。1961年9月8日，他们试图在塞纳河桥村暗杀戴高乐。他的突击队还将针对警察、教师、税务官员和穆斯林商人。
此外，由于这些袭击，秘密军事组织成员本身也被戴高乐主义势力无情地追捕。秘密军事组织表示，它得到了阿尔及利亚法国人的支持，但其多次袭击引发了本土舆论的愤怒。
为了反对戴高乐1962年3月18日宣布的停火，秘密军事组织的活动人士在阿尔及尔被称为“欧洲区”的Bab el Oued（河桥）据点站稳了脚跟。随后的战斗引发了三角洲突击队极端分子和法国机动警卫之间的战斗，随后法国军队的坦克进入该区域。
1962年5月2日，阿尔及尔港一枚卡车炸弹爆炸，造成110人死亡，150人受伤，其中大部分是码头工人和求职者。 在法国本土，秘密军事组织声称斯特拉斯堡-巴黎火车袭击事件，造成25人死亡。
秘密军事组织的各种袭击造成1700至2000名受害者。
官方称，119名秘密军事组织成员被杀。1962年，635名秘密军事组织成员被捕。224人随后受审，其中117人被判无罪，53人被判缓刑，38人被判无期徒刑，3人被判处死刑并被枪决（罗热·德盖尔德尔、克劳德·皮耶格茨和阿尔贝·多维卡尔）。

### 停火和本土公投（1962年3月）
1962年3月18日，在埃维昂协议之后，夏尔·戴高乐向RTF（当时的广播电视管理局）宣布停火，停火于1962年3月19日生效，并于1962年4月8日举行了关于阿尔及利亚自决权的全民公决，获得90%的赞成票。随后于1962年7月1日在阿尔及利亚举行了第二次公民投票。

### 巴布瓦德封锁和抗议游行（1962年3月）
为了对抗埃维昂协议，秘密军事组织领导人萨朗将军呼吁其组织的战士“骚扰阿尔及利亚主要城市的所有敌方阵地”。该组织决定禁止法国安全部队进入巴布瓦德街区。1962年3月23日，六名拒绝交出武器的新兵被秘密军事组织枪杀。同一天，法国军队对该地区发动了进攻。秘密军事组织成员设法趁夜逃跑。军队随后封锁了该街区，并挨家挨户搜查。3月26日，秘密军事组织呼吁街区内的欧洲人社区发动对封锁的抗议游行。游行者主要是平民，但他们撞上了法国军队的路障，在不明原因的枪声之后，法军向平民发动射击，根据官方数据造成46人死亡，150人受伤。

### OAS-FLN协议（1962年6月）
1962年6月，雅克·舍瓦利耶（Jacques Chevallier）担任秘密军事组织理论家让·雅克·苏西尼（Jean-Jacques Susini）和临时行政机构主席阿布德-拉赫曼·法雷斯（Abderrahmane Farès）之间秘密接触的中间人，以达成一项协议，制止秘密军事组织的暴力行为，以换取对其成员的大赦。然而，这些协议遭到了民族解放阵线领导人的谴责，而与此同时，秘密军事组织领导人拒绝了此类协议的原则，指控苏西尼叛国并威胁要杀死他。
最终，协议破裂，秘密军事组织将继续其焦土政策（破坏奥兰港、焚烧阿尔及尔图书馆、塑胶炸弹爆破、暗杀等）。

### 法国承认阿尔及利亚独立（1962年7月3日）
1962年7月3日，埃维昂协议签署三个月后，阿尔及利亚7月1日自决公投两天后，戴高乐总统正式宣布法国承认阿尔及利亚独立，他与临时行政当局主席之间的换文确认主权移交。临时行政机构是根据《埃维昂协定》设立的一个机构，负责在停火和主权移交之间的过渡时期以及阿尔及利亚制宪会议选举之前管理国家。

### 黑脚的离开
1958年5月13日之后，戴高乐将军上台，强化了人们对法属阿尔及利亚可能未来的信念。但是，戴高乐将军连续迅速宣布阿尔及利亚政策的演变，在法属阿尔及利亚的支持者中灌输了怀疑，然后是反抗，最后是一种绝望。这一时期的亮点是阿尔及利亚自决公投（1961年1月）、阿尔及尔政变失败（1961年4月）、停火（1962年3月），这些步骤导致阿尔及利亚陷入相互暴力的恶性循环。1961年5月初，由士兵和平民（来自阿尔及利亚和法国本土）组成的秘密反独立组织秘密军事组织在阿尔及尔重新成立，并开始了“付款和壮观”的行动（拉乌尔·萨朗），即抢劫、武器盗窃、袭击警察、密探和机动宪兵。1962年3月19日后，秘密军事组织在阿尔及利亚使用恐怖主义手段，还组织了针对阿尔及利亚人和支持独立的欧洲人的袭击。与此同时，民族解放阵线加强了不分青红皂白的袭击（1961年5月至8月单方面休战期间），并决定从1961年11月起进一步针对秘密军事组织。1962年初，恐怖主义空前升级，到1月中旬，秘密军事组织的袭击数量超过了民族解放阵线，民族解放阵线的袭击在1962年3月19日左右停止了一段时间，有选择地针对秘密军事组织成员，然后迅速针对任何欧洲人，无论是谁，特别是以绑架的形式，民族解放阵线不适用埃维昂协议，法国允许这样做。
但暴力也有法国人内战的一面。1962年3月23日，欧洲区巴布瓦德发生暴乱，随后反独立的欧洲黑脚人和被称为特遣队的法国本土人之间发生了一场战斗。为了打破对巴布瓦德的封锁，秘密军事组织的传单呼吁平民在没有武器和悬挂法国国旗的情况下进行示威。路障被强行设置，第四步兵团被迫向游行队伍开火，造成80名平民死亡，200人受伤。在接下来的几天里，许多伤者将在穆斯塔法医院死亡。
在自决公投之前，秘密军事组织突击队在6月离开阿尔及利亚之前发起了“1830年行动”；这包括通过实行焦土政策，将阿尔及利亚恢复到殖民前的状态，以消除法国存在的所有痕迹：奥兰港口和阿尔及尔大学图书馆被烧毁。
正是这种情况导致100万法国人在几个月内离开阿尔及利亚。在阿尔及利亚独立前的5月和6月，约有40万人移民；在随后的几个月里，这一运动仍在继续，1962年7月至12月期间约有6万人。他们中的一小部分人感到被法国政府背叛，移居国外，特别是西班牙阿利坎特周围（奥兰省许多家庭的历史家园）或阿根廷。
100万阿尔及利亚难民返回阿尔及利亚。历史学家让·雅克·若尔迪（Jean-Jacques Jordi）谈到了种族清洗。
阿尔及利亚的独立是在自决公投结果后宣布的，这次是在阿尔及利亚各省举行的。
至于严格意义上的定居者（即当时阿尔及利亚普遍使用的农业所有者），他们的离开比大量黑脚人的离开更为分散。1962年9月，在估计22000名定居者中，仍有15000名定居者在阿尔及利亚耕种土地。1963年10月，所有属于欧洲人的土地都被国有化，定居者及其家人的最终离开将于1964年完成。

### 对欧洲人和哈基人的屠杀
埃维昂协议的文本规定：“任何阿尔及利亚人不得被迫离开阿尔及利亚领土或被阻止离开”。然而，法国政府不允许许多哈基人以与欧洲人或犹太人相同的方式被遣返，或者在没有民族解放阵线阻碍的情况下被阿尔及利亚人阻止遣返。非法抵达该市的难民被重新运送到阿尔及利亚，而帮助他们的法国官员（不服从官方指示）受到惩罚。《埃维昂协定》中关于战争期间所犯罪行大赦和给予欧洲人的保障的条款没有得到分离主义者的尊重。1962年3月19日宣布停火后，30000至80000名哈基人，通常与家人一起，在民族解放阵线不干涉的情况下，尽管签署了协议，但遭到民族解放阵线分子的酷刑和屠杀。
在1962年7月5日宣布独立的当天，针对欧洲人和哈基人出现了很多私刑和暴力行动（包括在武器广场、塞瓦斯托波尔大道、产业大道等地），主要是采取了把人吊杀在屠宰钩上等方式，法国军队等了几个小时才进行干涉，最终死伤人数高达709人。

## 在阿尔及利亚的战争
在阿尔及利亚战争期间，三个主要社区在阿尔及利亚的法国省共存：被称为“穆斯林”的多数社区由阿拉伯人（包括西班牙摩里斯科人的后裔）、卡拜尔人、其他柏柏尔人和奥斯曼人的后裔组成。她与其他两个社区混居。这两个社区中数量最多的是所谓的“欧洲人”（主要来自阿尔萨斯-洛林、朗格多克、瑞士）和“地中海人”（来自科西嘉、马耳他、普利亚、撒丁岛、巴利阿里群岛、安达卢西亚）血统的社区，他们称为黑脚（名称来源不确定），而最古老的是该国土著犹太人（犹太人在阿尔及利亚的存在非常古老，可以追溯到3000年前）。几个世纪以来，他们在不断迁入，特别是在收复失地运动后来自西班牙和利沃诺，其起源于1830年法国征服之前。
每个社区的群体多样性也反映在每个社区内政治承诺的多样性和矛盾性中；从这个意义上说，这场战争，至少在阿尔及利亚，可以被视为内战。每个社区都成为不同交战方的利害关系，他们试图激发人们对其斗争的兴趣，并团结人民支持其事业。

### 穆斯林社区
根据1959年的罗卡尔报告，为了防止人们帮助民族解放阵线，军队将100万平民（其中一半是儿童）从农村地区集中在“集结营”。1959年2月，在阿尔及利亚实习的ENA（国立行政学院）学生米歇尔·罗卡尔（Michel Rocard）向驻阿尔及利亚总督保罗·德卢弗里耶（Paul Delouvrier）的一位亲戚提交了一份关于重新集结营地的报告，后者于3月31日命令军事当局暂停重新集结，并将资源集中于改善现有营地。这个命令将被相当温和地遵循。直到1959年7月22日，《费加罗报》（Le Figaro）以皮埃尔·马凯涅（Pierre Macaigne）的一篇报道登上头版，这篇报道震惊了读者，聚集营的存在及其状况在大都会人口中普遍被忽视。一场舆论运动正在展开。提到了与集中营的比较。
军队用凝固汽油弹和燃烧弹对奥雷斯山的村庄和小村庄进行大规模轰炸，以平息沙维亚人的叛乱。
就FLN而言，它使用有针对性的袭击、暗杀和屠杀对手，特别是MNA。
独立后，法国军队拒绝干预以确保其穆斯林代理人的安全，正如1962年7月5日晚些时候在奥兰干预以保护欧洲人一样。
据报道，15,000至150,000名哈基人被民族解放阵线屠杀，30,000名哈基人在法国避难，根据政府命令，他们被关押在拘留营。根据其他历史学家的工作，这一数字在15,000到50,000之间变化，但没有真正准确的数据，因为这一问题已经发生了以激情为标志的党派意识形态转变，特别是在法国。
“[……]戴高乐将军在世界全景图中可能认为将三千多名哈基人带回法国是多余的。部长会议宣布：我们将带回三万人。在下一次部长会议上，我们意识到三万哈基人或摩加兹尼人意味着三十万人，因为我们必须考虑妇女、母亲和孩子！每个哈基人或者摩加兹尼大约带着十个人。于是路易·若克斯先生做出了决定，带着他总是有点生气的表情和疲惫的礼貌，他说：“让我们减少到三千人吧。”。“四千五百人回来了，因为海军有一个特殊的特点，有船只可以运输，有传统可以尊重。”

### 犹太人社区
在阿尔及利亚战争期间，阿尔及利亚犹太社区普遍倾向于中立态度。社区组织表现出极端的克制，拒绝采取政治立场，因为他们认为这不属于他们的职权范围，但尽管发生了多次袭击，一些组织支持民族解放阵线的事业，另一些组织则协助秘密军事组织。
一些犹太知识分子，如亨利·阿莱格，是支持民族解放阵线（FLN）的阿尔及利亚民族主义者。其中一位名叫皮埃尔·格纳西亚（Pierre Ghenassia）的人加入了ALN，死在了法国军队进攻的战场上。
相反，犹太人主要在阿尔及尔和奥兰同情秘密军事组织（他们在奥兰特别活跃）。这些组织聚集在“山地突击队”中，与埃利·阿祖莱和本·阿塔尔领导的“法兰西起义”网络有联系，他们杀害了一些穆斯林民选官员，试图放火焚烧关押民族解放阵线士兵的监狱，并枪杀了法国军官（包括朗松中校）。
此外，阿尔及利亚庞大的犹太社区人数超过13万，是当时阿拉伯穆斯林世界最大的社区之一，这引起了以色列的注意，以色列认为这是其殖民政策的潜在蓄水池。为了确保对当地以色列人的保护，以色列特勤局将在培训和监督犹太自卫民兵方面表现出色，有时直接参与对阿尔及利亚穆斯林的报复，特别是在君士坦丁。
阿尔及利亚的犹太人也是秘密军事组织的受害者（1961年11月在阿尔及尔的威廉·莱维、1961年12月的莫伊斯·舒克龙等）。

## 在法国本土的战斗

### 信息统制
法国广播电视（RTF）是法国唯一的视听组织，由五个广播频道和两个电视频道组成。根据1945年《国家垄断国家广播条例》，它由国家直接控制。因此，爱丽舍宫完全控制信息并拥有审查权，本土只从国家的角度看待阿尔及利亚的事件。
在阿尔及利亚，在大地主资本的控制下，印刷媒体在整个冲突过程中每天都会发布一些信息，这些信息更类似于极权独裁政权的胜利公报，穆斯林平民受害者首先被系统地同化为亡命之徒，然后被同化为叛军战士。不过情报部门提供的死者人数仍然很重要。
阿尔及利亚战争是战后审查和信息控制的主要事件。第四共和国和第五共和国政府使用它不仅是为了军事安全，也是为了保持士气和防止有组织地反对战争。镇压和恐吓也被使用，逮捕记者，并指控编辑部是国家的叛徒。报纸被没收是很常见的，一些标题，如《法国观察家》、《人道主义报》或《自由报》在法国经常被取消销售，在阿尔及利亚，《快报》、《解放报》和《人道主义报》被完全禁止。缉获对印刷机有经济影响，因为缉获发生在印刷后，增加了生产成本。这一时期审查制度引起的最大丑闻与《问题》一书有关，该书讲述了阿尔及利亚禁止《阿尔及尔共和报》、逮捕其主任以及军方对其施以酷刑的故事。有关这本书的文章和这本书本身一样被扣押，据其出版商称，这是自18世纪以来法国第一次出于政治原因扣押一本书。正是在阿尔及利亚战争期间，《被锁的鸭子》成为了我们今天所知的调查报纸，在一个名为“比达斯朋友的路线图”的专栏中披露了被称为特遣队的士兵的日常生活，以及机密军事信息。法国军队正在积极寻找棕榈足的线人，将嫌疑人归类为“be”（“可能的比达斯”）或“bp”（“很可能的比达斯”）。这种新的定位，加上原始叙述的自由，使《被锁的鸭子》在1962年发行了30万份。

### 本土拘留点
阿尔及利亚战争期间，法国内政部于1957年再次行使集体行政拘留。在法国大都市的军事地点建立了几个软禁中心：
拉尔扎克（阿韦龙省）、里沃萨尔特（东比利牛斯省）、圣莫里斯·拉杜瓦斯（加尔省）、托勒营地（安省）、瓦德奈（马恩省）。近14,000名被怀疑是民族解放阵线（FLN）成员的阿尔及利亚人被拘留在那里。

### 支持在阿尔及利亚法军的示威活动
作为对《快报》一篇谴责法国军队在阿尔及利亚实施酷刑的文章的回应，组织了一次抗议活动，指控民族解放阵线实施酷刑。1956年7月22日，负责土著事务的穆罗上尉在摩洛哥的布伊扎卡尔内被绑架，并被移交给民族解放阵线，民族解放阵线对他进行了一年的酷刑；一名法国突击队发现了他，应他的要求减轻了他的痛苦。
1957年4月3日，向FLN俘虏穆罗上尉致敬的示威活动在星形广场举行，并演变为在香榭丽舍大街与巴黎警方的冲突。
1958年5月13日，在香榭丽舍大街举行了一次示威，纪念被FLN俘虏的三名法国士兵，FLN于5月9日处决了他们。

### 和平主义示威
非暴力公民行动（ACNV）是一个多元化的团体，由依良心拒服兵役者、拒绝履行在阿尔及利亚服务义务的逃兵、非宗教人士、教士和穆斯林组成，他们在本土进行了和平示威。

### 让松网络
1960年9月6日，在对让松网络的“手提箱搬运工”进行审判后，知识分子和艺术家发表了《121宣言》。作为回应，陆军元帅阿尔方斯·朱安（Alphonse Juin）发起了“340人的反宣言”。

### 秘密军事组织的暗杀和袭击
埃维昂市长卡米耶·布兰科先生于1961年3月31日被秘密军事组织暗杀，因为他正式接待了前来与法国代表团谈判的民族解放阵线代表。
1962年初，在安德烈·卡纳尔（André Canal）的领导下，第三特派团（秘密军事组织的本土分支机构）在巴黎地区发动了多次袭击。1月4日，一名汽车突击队员在科苏特广场的共产党大楼开火，在二楼阳台重伤一名武装分子。
1月6日至7日晚，让-保罗·萨特的家被塑胶炸弹袭击。1月24日，塞纳河省发生了21起爆炸，目标是据称敌视秘密军事组织意识形态的人士或组织。
巴黎成立了一个警察网格，但这并没有阻止2月7日下午，10个塑胶炸弹在不同人物的家中爆炸：两名法律教授罗热·潘托和乔治·韦德尔，两名记者，费加罗报的皮埃尔·布龙贝热和严重受伤的弗拉基米尔·波兹内，两名警官，共产主义参议员雷蒙·居约，他的妻子受伤。最后一次针对安德烈·马尔罗的袭击打伤了一名4岁女孩德尔菲娜·勒纳尔的脸。

## 总结

### 人员伤亡
长期以来，鉴于两国承认的官方历史差异，很难确定人员伤亡。法国历史学家邦雅曼·斯托拉（Benjamin Stora）通过收集他认为最严谨的来源，确定了近50万人的死亡人数，其中包括：
- 阿尔及利亚穆斯林，超过40万
- 哈基人，15000-30000人
- 法国军事人员，30000人
- 阿尔及利亚欧洲人，4000人

#### 阿尔及利亚人伤亡

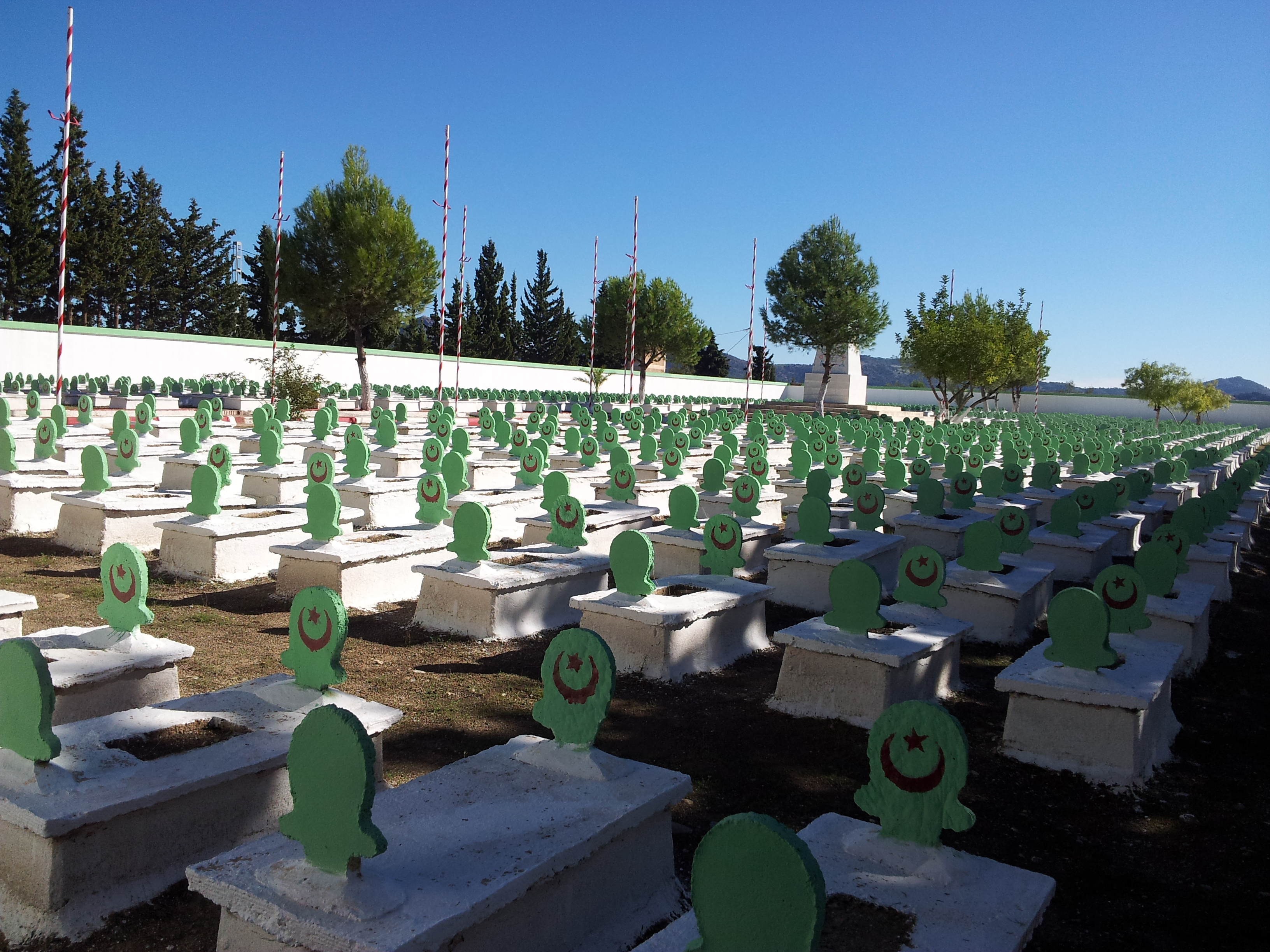
位于布罗克巴的阿尔及利亚独立战争战士墓地

关于阿尔及利亚的损失问题，消息来源分歧很大，由于缺乏对阿尔及利亚所有地区的调查，很难准确评估。邦雅曼·斯托拉提到了计算平民伤亡人数的困难：在偏远地区被杀，法国军队武装行动或轰炸的受害者，被ALN处决的人，以及在卷入交火中被杀的人。
戴高乐将军表示，1958年10月有78,000名受害者，1959年11月有145,000人。
根据阿尔及利亚作家和活动家贾米拉·安拉纳（Djamila Amrane）的说法，在总共336,748名圣战者（132,290名民族解放阵线游击队和204,458名支持民族解放阵线的平民）中，152,863人被杀，这一数字与第二局的评估大致一致。
平民占穆斯林人口伤亡的大部分。根据邦雅曼·斯托拉的说法，阿尔及利亚提出了100万人（《解放战士》报纸，1959年）和150万人死亡的数字，但没有任何严肃的历史依据。阿尔及利亚估计，阿尔及利亚战争期间的受害者人数超过150万，包括直接或间接死亡的人（抑郁症、自杀、创伤、疾病、因恐惧、失踪和饥饿而逃离而死亡），以及因父母死亡而被遗弃而死亡的儿童。
法国历史学家和人口学家研究了这个问题：
- 居伊·佩尔维莱（Guy Pervillé）认为，“与阿尔及利亚公认的神话相反，[……]战争没有造成100万或150万阿尔及利亚人死亡[……]，即使1962年前后的人口普查比较不能确定死亡人数不到30万，甚至25万。

- 格扎维埃·亚科诺（Xavier Yacono）在1982年发表的一项研究中，仍然根据人口普查，估计阿尔及利亚的损失略低于30万人死亡，这一数字接近克里姆·贝尔卡塞姆（Krim Belkacem）的估计。

- 邦雅曼·斯托拉（Benjamin Stora）利用研究人员的工作，使用相同的经典科学方法比较人口普查和分析年龄金字塔来计算“战争超额死亡率”，据他说，损失赤字在35万至40万之间，占阿尔及利亚人口的3%。

世界和平基金会估计，全球有30万阿尔及利亚人死亡，其中包括战斗人员。马丁·埃文斯（Martin Evans）概述了来源，并讨论了冲突造成的死亡人数。埃文斯引用历史学家夏尔·罗贝尔·阿热龙（Charles Robert Ageron）的工作，指出民族解放阵线和法国军队之间的暴力呈上升趋势，从1954年11月开始，到1958年4月达到顶峰。秘密军事组织的暴力在停火期结束后达到顶峰。1962年7月，反哈基人大屠杀升级。
根据法国历史学家居伊·佩尔维莱（Guy Pervillé）的说法，民族解放阵线（FLN）和梅萨利·哈吉运动（MNA）之间的自相残杀战争在法国造成4300人死亡，9000人受伤，在阿尔及利亚造成约6000人死亡，4000人受伤。
居伊·佩尔维莱认为，1954年至1962年3月19日期间，民族解放阵线对16,378名阿尔及利亚平民的死亡和13,296名失踪者负有责任。
根据历史学家让-雅克·若尔（Jean-Jacques Jord）的说法，停火后，哈基人被屠杀的人数违反了埃维昂协议，根据该协议，阿尔及利亚和法国双方都不会进行报复或清洗，估计在15,000至100,000人之间。
死亡人数仍有争议，因为这是基于全国各地的当地证词，这是不可能的。然而，根据让-夏尔·若弗雷的说法：“似乎法国历史学家在这个问题上逐渐达成了共识，并选择了60,000至80,000名受害者的评估。”对辅助人员的屠杀始于1962年3月，并在秋季达到高潮。他们是由于敌对部族之间的和解、复仇，但也由于“马尔人”的热情，他们聚集在FLN的第25小时，希望展示他们的爱国主义外表。
此外，阿尔及利亚战争期间，法国军队和阿尔及利亚起义者都实施了酷刑。遭受酷刑的人数尚不清楚，但据信涉及数十万土著人和数百名法国囚犯。
失踪人数不得而知。有些人被处决并埋葬在秘密乱葬坑或市政体育场。

#### 法国人伤亡

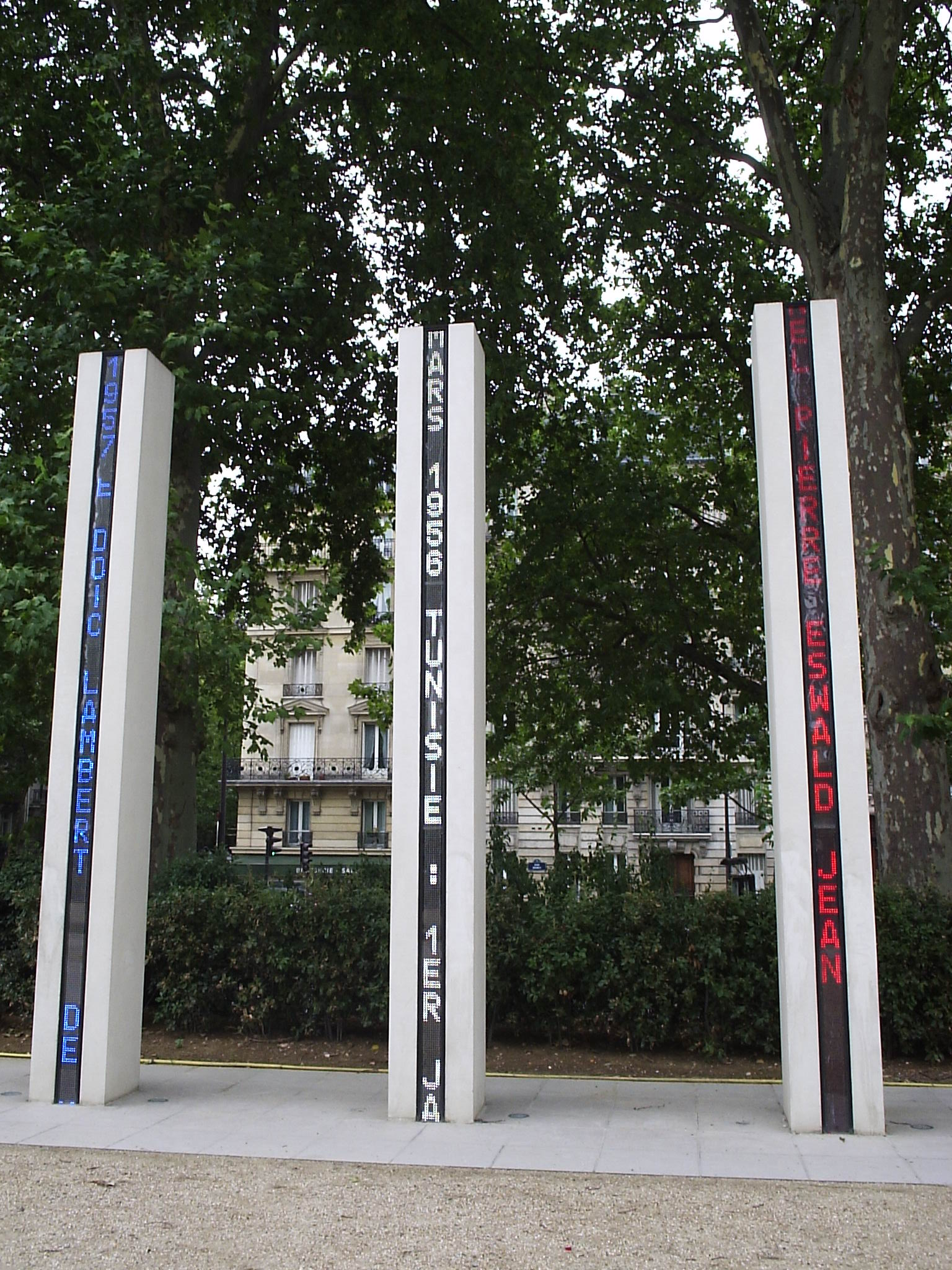
位于法国巴黎的阿尔及利亚战争以及摩洛哥和突尼斯冲突阵亡将士国家纪念碑

关于法国在阿尔及利亚的军事损失，1986年8月4日的官方公报给出了以下数字：
征聘人员：1,419,125名军事人员，其中317,545名现役人员（22.4%）和1,101,580名特遣队人员（77.6%）。
总损失：23,196人死亡（加上4,362名辅助人员），60,188人受伤，包括：
- 现役军人：11,283人死亡，占总死亡人数的48.6%；
- 特遣队新兵：11,913人死亡，占总死亡人数的51.4%。

死亡原因：
- 战斗死亡：12,954人（加上3,200名辅助人员）[63]，包括5,605名现役军人（43.3%）和7,349名特遣队新兵（56.7%）；
- 事故死亡：8,057人（加上1,095名辅助人员）[63]，包括4,595名现役军人（57.0%）和3,462名特遣队新兵（43.0%）；
- 疾病死亡：1,185人，包括621名现役军人（52.4%）和564名特遣队新兵（47.6%）；
- 失踪：1,000人，包括462名现役军人（46.2%）和538名特遣队新兵（53.8%）。

现役军人死亡人数：317,545人中有11,283人死亡，占3.6%。
特遣队新兵死亡人数：1,101,580人，其中11,913人死亡，即1.1%。
1962年7月2日之后，阿尔及利亚有500多名士兵“为法国牺牲”，其中一半以上被民族解放军杀害或绑架。
根据国防部的历史服务数据，发现：
- 1962年：1,039名士兵死亡（540名应征入伍，209名入伍）；
- 1963年：122名士兵死亡（74名应征入伍，18名入伍）；
- 1964年：46名士兵死亡（15名应征入伍，17名入伍）。

就法国平民而言，总共有2,788人死亡。停火后，还必须加上3,018起绑架事件，其中1,282起被发现（1964年11月24日的《布罗伊宣言》，1994年11月9日的桑蒂尼信证实了这一点），这一数字接近佩尔维莱的数字，佩尔维莱提到3000名被绑架者中有2000人死亡。
在1962年3月19日停火前的战斗中死亡的人中，有12,954名新兵、士兵、外籍军团士兵和非洲人，加上3,200名“法国穆斯林”辅助人员，共有16,154人在战斗中丧生。在应征入伍者中，949名应征入伍者和396名应征入伍的“法国穆斯林”在战斗中丧生。总共有9,899名（61%）欧洲血统的法国人（应征入伍和入伍）在战斗中死亡，另有4,545名（28%）法国穆斯林（应征入伍，入伍和辅助）、1,200名（7%）军团士兵和510名（3%）非洲人。

### 暴力和酷刑
法国军队实施酷刑的做法是一个现实，许多证词和报告都是针对皮埃尔·孟戴斯-弗朗斯和夏尔·戴高乐等政治领导人的。然而，尚不清楚决策者对这些做法的了解程度。根据拉法埃莱·布朗什的说法，阿尔及利亚战争期间的酷刑至少有两个起源。一方面，在殖民时期，它是维持秩序的警察工具，另一方面，它源于法国军队的紧张局势，法国军队不想在印度支那战争后经历第二次非殖民化。第二个论点涉及为1780年以来在法国被废除的行为辩护的尝试。
法国政府对民族解放阵线的袭击、其在阿尔及利亚舆论中的进步及其好斗感到惊讶，将采取特别措施，特别是加强诉诸军事司法和限制集会自由等某些自由。1955年5月，“集体责任”的概念开始传播。它首先适用于奥雷斯山区，帕朗什将军命令离破坏或袭击地点最近的乡镇对事件负有集体责任。所采取的措施可能包括通常修复损坏的集体苦役，或“劫持人质”或轰炸有关乡镇。因此，集体惩罚原则很快成为集体责任的必然结果。
1955年，内政部长莫里斯·布尔热斯-莫努里（Maurice Bourgès-Maunoury）和国防部长柯尼希（Koenig）将军起草了一份“关于对阿尔及利亚叛军采取态度的指示”，主张“更残酷、更快、更全面”的军事反应。该案文确认，战争不仅扩大到武装叛军，而且扩大到可能支持叛军的阿尔及利亚人民。成为武装部队国务秘书的马克斯·勒热纳（Max Lejeune）在谈到1955年8月20日被镇压的君士坦丁地区人民起义时说，谈论“盲目镇压”是正确的。
民族解放阵线主要秘密控制阿尔及利亚人口，包括通过暗杀。最著名的是迈卢扎大屠杀，据报道，该村被梅萨利派（民族解放阵线的对手）控制。然而，萨朗将军指出，周围乡镇的居民指责法国军队对大屠杀负责。民族解放阵线正在对法国军队进行激烈的游击战，并对基础设施和欧洲平民进行袭击。然而，FLN造成的损失对军事人员的影响大于平民。
关于死刑，1956年3月17日在《官方公报》上公布了第56-268号和第56-269号法律，允许法国军事法庭在没有事先调查的情况下对手持武器的民族解放阵线成员适用死刑。对于阿尔及尔的刽子手来说，地狱般的节奏开始了，多次处决一直持续到1958年。在他的回忆录中，刽子手费尔南·梅索尼耶（Fernand Meyssonnier）报告说，“在历史上，这是非常罕见的[……]在阿尔及利亚，1956年至1958年期间，有16次双重处决、15次三重处决、8次四重处决和1次五重处决。是的，在FLN期间，这是连锁的〔…〕要达到这样的大屠杀，需要政治动荡时期，如大革命时期的恐怖时期、1944年5月1日有9人被一次处决的占领期，以及……阿尔及利亚的“事件”。1956年至1962年期间，共有222名阿尔及利亚人在阿尔及利亚战争期间被正式处决，其中142人在第四共和国时期被处决：45人在弗朗索瓦·密特朗（François Mitterrand）担任印章保管人期间，平均每10天被处决一次。最频繁的是莫里斯·布尔热斯-莫努里政府，在该政府时期，三个月内执行了29次死刑（即每三天执行一次）。戴高乐统治下执行了80次死刑（即每20天执行一次），尽管他在1959年1月赦免了209名死囚，将他们的刑期减为无期徒刑。

### 法国大赦
战争期间和战后颁布了大赦法。

#### 战争时期
第一部大赦法涉及民族解放阵线成员，并于1959年1月13日由第五共和国第一任总统夏尔·戴高乐在勇敢者和平的框架内在部长会议上提出；这是戴高乐总统的第一次部长会议。

#### 战后时期
《埃维昂协定》规定，1962年3月19日之前冲突各方在阿尔及利亚犯下的所有行为均不受起诉。这一政策在战后继续存在（1962年1966年、1968年、1974年、1982年和1987年的法律或法令）。1966年6月17日通过了一项具体法律，赦免对奥丹事件负责的人。1962年双重法律之后，唯一可以起诉的行为是法国军队对秘密军事组织成员实施的酷刑。
法国最高法院在2003年6月17日的判决中认为，阿尔及利亚战争期间不存在危害人类罪，因此排除了对保罗·奥萨雷斯将军提起诉讼的可能性。在不否认酷刑行为或根据现行《刑法典》（1994年3月1日生效）将其定性为危害人类罪的情况下，现行判例法排除了根据当时的《刑法典》，将其定性为危害人类罪：由于事件发生在1994年3月1日之前，只有轴心国实施的行为才有资格被定性为危害人类罪。
捍卫人权的协会，如FIDH，呼吁扭转局面。
1982年，在莫鲁瓦政府的领导下，继先前的大赦之后，进行了“最终行政正常化”、“职业改革”和政变将军的平反。
2005年2月23日的法律（仅删除了第4条）向“与阿尔及利亚事件直接相关的……被定罪或赦免制裁的人”（第13条），且不属于1982年12月3日法律（第82-1021号）中提到的受益人之列提供了“一次性赔偿”。阿塔纳斯·耶奥戈普洛斯（Athanase Georgopoulos）是秘密军事组织（OAS）的前成员，在返回法国之前在西班牙避难，他被任命为负责执行这些赔偿的委员会成员（2005年12月29日的命令）。
博拉迪埃将军因谴责酷刑而被判60天监禁，但没有平反。他是当时唯一谴责酷刑的法国高级军官。因此，只有遭受酷刑的法国和欧洲黑脚才能要求法国政府承担责任。

### 阿尔及利亚大赦
1962年3月18日在埃维昂签署的协议中包含一项条款，根据该条款，协议的共同签署方（而不是阿尔及利亚共和国临时政府（GPRA），独立阿尔及利亚的权威保证人，但不是正式签署人）FLN承诺遵守大赦，正式保证不起诉犯下血腥罪行的法国士兵。
对戴高乐总统来说，这项协议的目的是确保法国军队和欧洲人口的某些部分，理论上，他们必须选择是否留在阿尔及利亚，以及与法国军队为将阿尔及利亚保留在法国国家领土内而战斗的穆斯林部分。因此，关于独立与合作的第二章/A）阿尔及利亚独立/II-个人权利和自由及其保障的共同条款规定：
任何人不得因以下原因受到警察或司法措施、纪律处分或任何形式的歧视：
- 就自决投票日之前阿尔及利亚发生的事件发表的意见
- 在宣布停火之日之前与同一事件有关的行为
- 不得强迫或阻止任何阿尔及利亚人离开阿尔及利亚领土。

民族解放阵线违反《埃维昂协定》一方面导致了孤立的事件，如1962年7月5日宣布独立后在奥兰（隶属欧洲共同体）发生的大屠杀，另一方面，开始对哈基人及其之间（穆斯林社区）进行报复和清算。总的来说，战后没有起诉任何一方的战犯。

## 后续政治问题

### 历史注释
阿尔及利亚战争的官方档案仍然只有部分可用，法国的研究人员可以访问，但阿尔及利亚人无法访问。2008年7月15日关于档案的法国法律缩短了公共档案的传播时间，包括某些被归类为“国家机密”的档案，这些档案在50年后可以传播。2008年，在议会讨论该文本期间，法国参议院通过了一项修正案，旨在规定“可能侵犯隐私”的文件的时限为75年。这项规定受到历史学家的强烈批评，因为它延长了与阿尔及利亚战争有关的档案的限制传播时间，最终在国民议会审议期间从文本中删除。
尽管冲突的目击者早在20世纪50年代末就写下了事件，但直到20世纪70年代，学者们才开始处理这一历史，并将阿尔及利亚战争置于法国殖民历史的更广泛背景下。1992年部分档案馆的开放使历史学家能够更深入地研究阿尔及利亚战争，并揭示法国军队实施酷刑的程度。还对大都市发生的冲突和暴力事件更感兴趣。最近的历史著作集中于这场战争对法国和阿尔及利亚社会的长期影响，以及这场冲突的历史在家庭圈子中的传播。

### 术语
在阿尔及利亚，这场战争被称为“阿尔及利亚革命”，类似于美国、法国和俄罗斯的革命。它将在发动后不久被称为“民族解放战争”或“独立战争”。“革命”一词自1956年在卡比利亚举行苏马姆河大会以来被民族解放阵线广泛采用。在独立的最初几年，这个词将具有坚定的社会主义含义。对整个阿尔及利亚人民来说，这是一场“战争”。
出于相当复杂的原因，法国在1999年雅克·希拉克总统时期承认这是一场战争。然而，特别是在立法文本中，官方表达仍然是“阿尔及利亚事件”。这一事实在近代史仍然是独一无二的，是法国的例外。

### 法国拒绝接受“战争”定义
1958年12月13日，联合国不承认阿尔及利亚的独立权，因为法国唯一的反对票认为阿尔及利亚问题是一个内部问题。
随着法国国家代表正式承认战争，第一个立场正在消失，特别是因为自冲突爆发以来，“阿尔及利亚战争”一词已经被法国和外国历史学家和记者使用，公众也承认这一表达。
当时，法国政府和大部分公众舆论（在战争期间也发生了变化）认为这不是一场战争，而是对公共秩序的干扰，更重要的是，是对既定秩序的干扰。这些话产生了重要的实际后果：叛乱分子（起义者）无法获得战俘身份，直到战后，支付给法国士兵或其遗孀的养老金才与官方战争中支付的养老金保持一致。
关于FLN的法国囚犯，最近的研究表明，由于法国当局不承认战争，FLN俘虏与其作为合法交战方的战略有关。

### 承认犯罪
在阿尔及利亚方面，在苏马姆河大会和菲利普维尔（现斯基克达）大屠杀50周年之际，阿卜杜勒-阿齐兹·布特弗利卡总统在2006年8月20日的一封信中承认，“我们的民族解放战争是由男男女女发动的，解放的势头往往使他们达到了崇高的道德水平，但它确实有阴影区，就像人类社会的所有暴力和快速转型过程一样。”阿尔及利亚政府承认存在迄今为止禁忌和隐藏的事实，如阿米鲁什上校的死亡和遗嘱的真相，甚至是出卖阿里·拉·普安特的人……2009年，它声称革命尊重“国际公约，包括日内瓦公约”。
在法国方面，在2017年2月第二次访问阿尔及尔期间，作为法国总统选举候选人的埃马纽埃尔·马克龙将法国殖民（作为一个整体）定性为“危害人类罪”。

### 法阿关系
阿尔及利亚战争已成为法国和阿尔及利亚之间纪念战的主题，每个国家都试图将自己对事实的看法强加给对方。从这场“记忆之战”中，法国方面在2005年就当地媒体所称的“殖民的积极作用”法案和选择3月19日纪念战争结束的日期引发了争议。
历史学家居伊·佩尔维莱（Guy Pervillé）认为，尽管近代史做出了种种贡献，“武装分子和坚定的记者对阿尔及利亚战争的看法……与1962年非常接近”。在法国和阿尔及利亚，“阿尔及利亚战争的记忆远远没有平息下来，看到激情消退”。
然而，这场记忆之战与其说是基于对历史事实的分歧，不如说是拒绝承认某些历史因素，特别是在法国方面：自1962年以来，法国政府一直否认杀害了阿尔及利亚抵抗战士拉尔比·本·姆希迪，到2024年最终承认对他的死亡负有责任。
爱丽舍宫还表示，“对这起谋杀案的承认证明，共和国总统与阿卜杜勒马吉德·特本总统共同发起的历史真相工作将继续下去。这是由两位国家元首设立的历史学家联合委员会的作用，共和国总统最近证实了该委员会的结论”。

#### 法国方面
阿尔及利亚战争的纪念问题在法国经常被用于政治目的，特别是极右翼和一些传统右翼成员。1962年法国战败和阿尔及利亚独立后，一部分人口，主要由欧洲定居者和来自秘密军事组织的恐怖分子组成，试图保持对战争的特殊记忆。
该组织，包括国民联盟（前国民阵线）创始人让-马里·勒庞（Jean-Marie Le Pen），经常利用这一记忆传达种族主义、仇视伊斯兰教、助长大替代理论和种族主义政治方法的言论。
勒庞本人被指控在阿尔及利亚战争期间遭受酷刑，他利用自己的军事历史和自己对战争的看法使自己的政治参与合法化，同时保持着专注于“打击恐怖主义”和“殖民秩序”的战争记忆。这种对历史的改写助长了一种受害感，特别是在黑脚定居者和哈基人（为法国作战的穆斯林群体）中，他们在阿尔及利亚的胜利和独立面前感到被法国抛弃。勒庞和其他极右翼人物利用这一“背叛”概念，将阿尔及利亚战争视为与野蛮敌人的“正义”斗争，并经常将非殖民化问题与国内政治问题混为一谈，加剧种族紧张局势，培养对他人的恐惧。
因此，阿尔及利亚战争成为种族主义言论合法化的工具，特别是针对法国马格里布人口的言论，并成为动员这些群体反对融合和平等政策的基础，加强了社会分裂和排斥他人的气氛。
此外，在法国被驱逐出阿尔及利亚后，前定居者和秘密军事组织恐怖分子的怨恨很快就被极右翼政党，特别是国民阵线动员、培养和鼓励，用于选举目的；自1962年以来，阿尔及利亚问题一直是极右翼怨恨和痴迷的对象。
“自1962年以来，回返者的环境一直是极右翼的问题。早在1958年5月13日之前，中央情报总局（DCRG）就认为，“由于其人数和领导人的活力，从北非遣返的法国人可能会发挥积极的政治作用，这将是危险的最小化。“武装分子和回返者部门实际上被安全部队团结在一起，目前估计极右翼和民族主义回返者的‘震惊武装分子’人数为7,500人，武装分子总数为179,530人。1961年，随着回返者人数的增加，“主要民族主义组织和AFN回返者”的假定人数下降到138,630人，但有7,600名“震惊武装分子”。当然，这种环境提供了必要的政治空间的想法也存在于秘密军事组织的高管中。负责秘密军事组织-大都会的皮埃尔·塞尔让上尉以他的名义，一方面命令必须控制的组织对他们进行政治监督，另一方面命令那些希望继续秘密行动的人向组织情报行动网络（ORO）付款。”
“在法国方面，阿尔及利亚和战争史学的主要问题在于，我们看到了一种令人不安的缺席、健忘症、压抑和大量自传体作品，这些作品在大约20年的时间里侵入了编辑领域。在某种程度上，历史的缺失部分被警惕的记忆守护者所填补，他们禁止所有其他人说一句话。另一方面，在阿尔及利亚，我们面临着一种历史的泛滥，或者更准确地说，是对战士想象的高估，其目的是通过战争而不是政治来解释民族国家的崛起。”

#### 阿尔及利亚方面
在阿尔及利亚，纪念问题非常重要，自1962年以来对法国战争罪行缺乏承认导致了强烈的纪念：反对法国“无名者”（种族主义、不平等、酷刑、战争罪行、对抵抗者的系统性强奸、领土掠夺、土地盗窃、“阿拉伯”税收），反对阿尔及利亚记忆的普遍存在。阿尔及利亚在法国的独立将伴随着长期的放弃和拖延。这一领域的学术工作将在几十年内处于休眠状态。1962年后，大多数法国知识分子对阿尔及利亚失去了兴趣。皮埃尔·布尔迪厄关于阿尔及利亚的最后一部伟大作品可追溯到1963年。奇怪的是，阿尔及利亚获得了自己历史上的演员地位，不再引起人们的兴趣。因此，在法国，人们目睹关于阿尔及利亚和马格里布的知识生产的枯竭，而见证书和关于苦难的整个文学作品正在席卷法属阿尔及利亚的余烬。
在阿尔及利亚，独立后，与历史的关系变得更加复杂，其特点是创始事件和基本断裂，如与战争的关系：当政治领域的行动者也是历史的行动者时，如何将其纳入长期历史和直接历史？另一方面，关于独立战争的历史，阿尔及利亚当局在1962年7月危机后作出了若干选择。特别是，建立一个虚构的战士作为最终参考。这使得战斗、行动者和事件的政治层面得以隐藏。战争参照物主导了知识领域和政治领域，产生了不可能的遗忘。最重要的是，不可能的遗忘的存在使阿尔及利亚社会在与这场战争的关系中具有特殊性。这一旨在使阿尔及利亚建立的权力合法化的掩盖行为现在在历史上已经达到了极限。一段时间以来，在阿尔及利亚大学的机构内部，历史学家的工作打破了对历史领域的包围。
自独立以来，纪念战争一直是法国-阿尔及利亚关系中的一个不变因素，每次阿尔及利亚政府希望向法国施加压力时都会重新发动纪念战争。它在1971年撒哈拉碳氢化合物国有化引发的危机中再次出现，特别是在两国外交寒冷时期，胡阿里·布迈丁（Houari Boumédiène）希望回应吉斯卡尔·德斯坦（Giscard d'Estaing）对摩洛哥镇压波利萨里奥阵线的支持，阿尔及尔在前西班牙撒哈拉冲突（1975-1978年）中支持波利萨里阵线。

## 影視
- 《阿爾及爾之戰》 The Battle of Algiers，導演 Gillo Pontecorvo，獲1966年威尼斯金獅獎。

## 外部連結
- Algerian War Reading （页面存档备份，存于）
- Algerian Independence Archive at marxists.org （页面存档备份，存于）
- The Colonial System and Algerian Nationalism
- （法文） Photos of the Algerian War of Independence (ECPAD)
- Algerian National Liberation （页面存档备份，存于）
- Pacification in Algeria: 1956–1958 by David Galula （页面存档备份，存于）
- Audiovisual National Institute's declassified Algeria War archives （页面存档备份，存于） (hundreds of free video: news rushes, interviews, official speeches, retrospectives, etc.)
- Algerian War Retrospective （页面存档备份，存于）
- The African Activist Archive Project （页面存档备份，存于） website has material related to Algeria including a 1960 photograph of Mary-Louise Hooper with the FLN underground. （页面存档备份，存于） Go to Browse and under Africa Coverage choose Algeria.